# Kalendarium inwazji Rosji na Ukrainę – kwiecień 2023

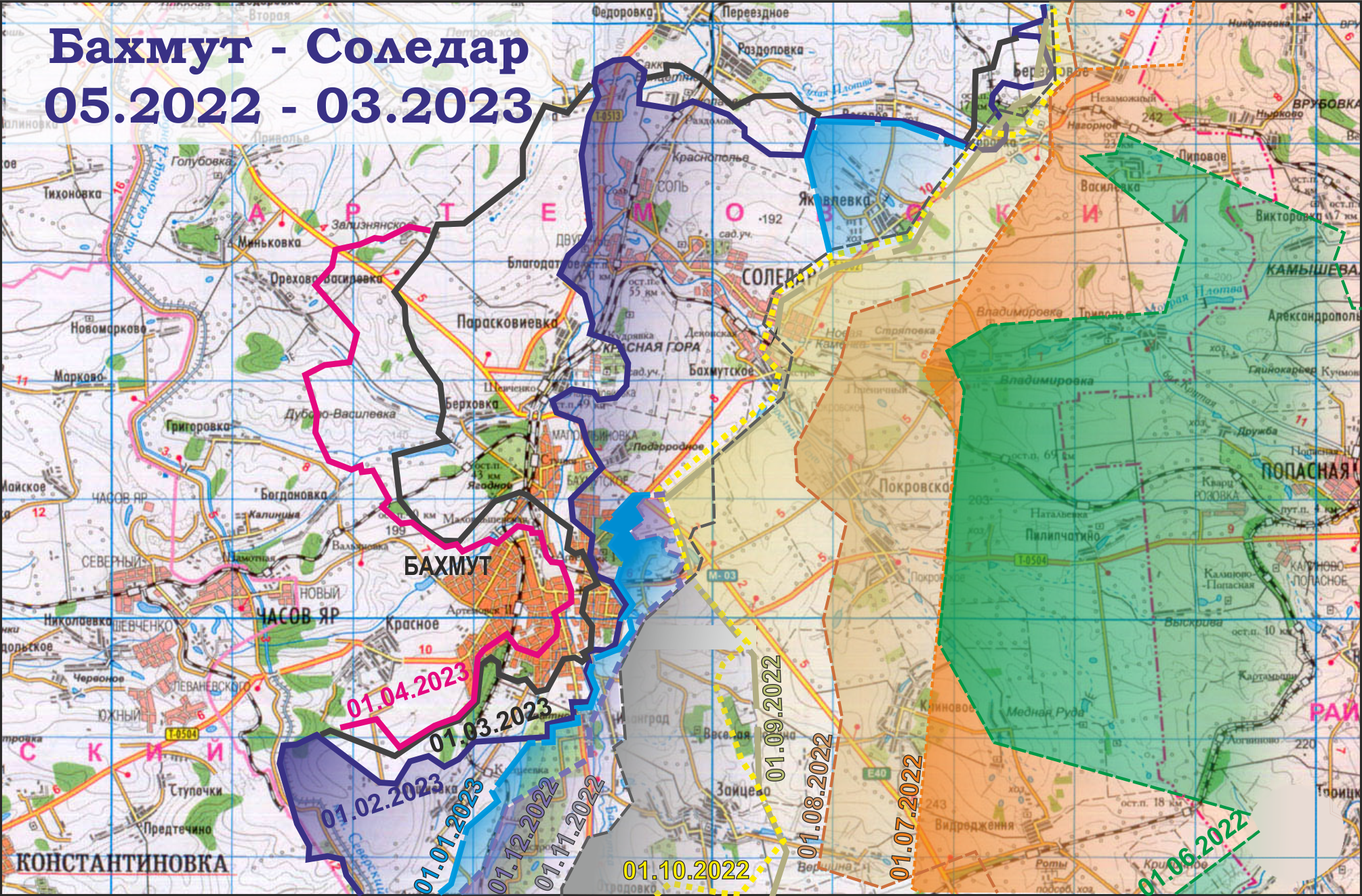
Zmiany na linii frontu pod Bachmutem w okresie maj 2022 – marzec 2023.

| 2022        | 2023        | 2024        | 2025        |
| ----------- | ----------- | ----------- | ----------- |
| –           | styczeń     | styczeń     | styczeń     |
| luty        | luty        | luty        | luty        |
| marzec      | marzec      | marzec      | marzec      |
| kwiecień    | kwiecień    | kwiecień    | kwiecień    |
| maj         | maj         | maj         | maj         |
| czerwiec    | czerwiec    | czerwiec    | czerwiec    |
| lipiec      | lipiec      | lipiec      | lipiec      |
| sierpień    | sierpień    | sierpień    | sierpień    |
| wrzesień    | wrzesień    | wrzesień    | wrzesień    |
| październik | październik | październik | październik |
| listopad    | listopad    | listopad    | listopad    |
| grudzień    | grudzień    | grudzień    | grudzień    |

## Kwiecień 2023

### 1 kwietnia

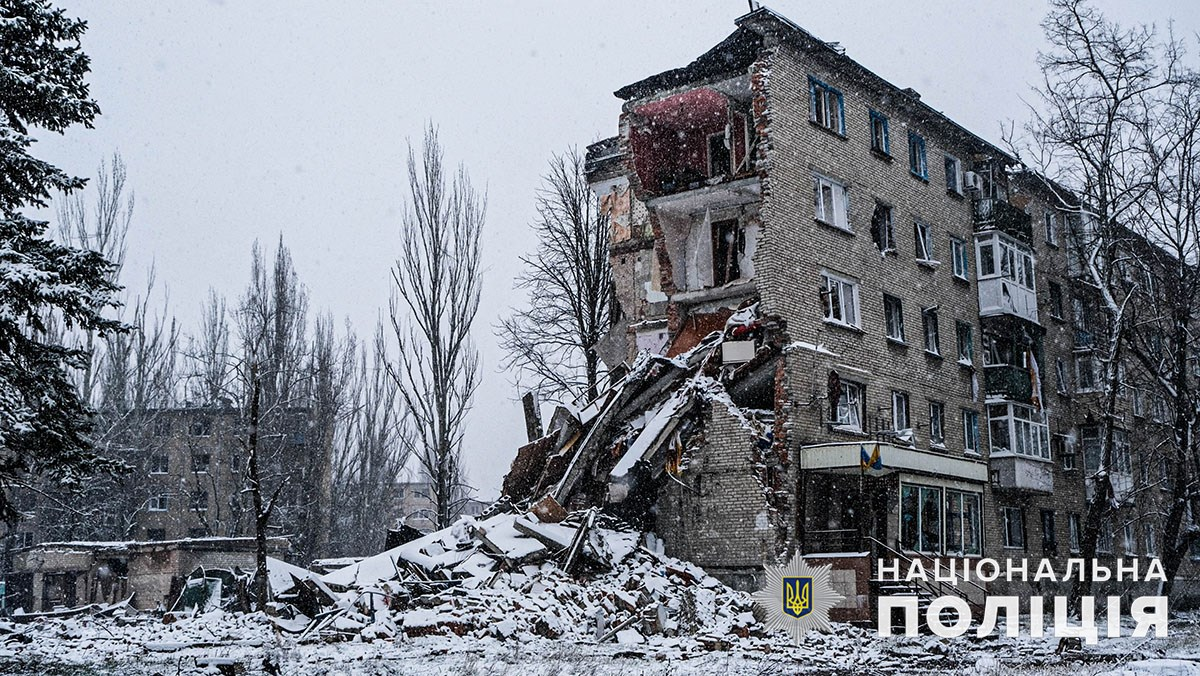
Blok mieszkalny w Awdijiwce podczas bitwy o miasto.

Sztab Generalny Ukrainy podał, że Rosjanie koncentrowali się na atakach w kierunkach Łymanu, Bachmutu, Awdijiwki i Marjinkim, gdzie siły ukraińskie odparły ponad 70 ataków; najcięższe walki toczyły się w Bachmucie, Awdijiwce i Marjince. W kierunku łymańskim Rosjanie prowadzili nieudane ataki na południe od Kreminnej i Werchniokamjanśkego. W kierunku bachmuckim kontynuowano ataki na Bachmut, gdzie żołnierze ukraińscy odparli ponad 25 ataków. W kierunkach awdijiwskim i marjinskim Rosjanie prowadził bezskutecznie ataki w okolicy Nowokalynowego, Awdijiwki, Siewiernego, Wodiane, Perwomajskiego i Marjinki (tylko w rejonie Marjinki i Awdijiwki Ukraińcy odparli ponad 20 ataków). W ciągu doby armia rosyjska przeprowadziła dwa ataki rakietowe, 30 nalotów i ponad 40 ostrzałów na pozycje ukraińskie i infrastrukturę cywilną; FR dokonała ataku rakietowego na obiekty cywilne w miastach Drużkiwce i Awdijiwce, w wyniku czego odnotowano zabitych i rannych wśród cywilów. Lotnictwo ukraińskie przeprowadziło osiem ataków na miejsca koncentracji wojsk, z kolei artyleria uderzyław trzy miejsca koncentracji, dwa składy amunicji i jeden system rakietowy.
Sztab poinformował również, że Rosjanie dokonywali grabieży na zajętych obszarach Ukrainy, głównie w Melitopolu przewożono nielegalnie ścięte kłody w kierunku południowym. W Kozaczi Łaheri, po udanym zniszczeniu przez Ukraińców obiektu rosyjskich sił okupacyjnych, aktywnie sprawdzano telefony okolicznych mieszkańców i nielegalnie przeszukiwano domy obywateli ukraińskich. Kontynuowano także przymusową paszportyzację ludności obwodu chersońskiego, głównie w Geniczesku i Strilkowym, gdzie ograniczono przemieszczanie obywateli Ukrainy, którzy nie otrzymali na przejściach granicznych paszportów obywateli FR. W trakcie przeszukiwań informowano, że Ukraińcy, którzy nie otrzymali rosyjskich paszportów, otrzymają zakaz wjazdu i wyjazdu po przekroczeniu punktu kontrolnego po raz czwarty. Władze okupacyjne w celu przywłaszczenia nieruchomości ukraińskich, aktywnie fałszowały dokumenty (umowy sprzedaży i darowizny) dot. prawa własności lokali mieszkalnych i ośrodków wypoczynkowych.
Ministerstwo Obrony Wielkiej Brytanii podało, że znaczna część spośród 200 tys. rosyjskich ofiar od początku inwazji zginęła lub została ranna wskutek przyczyn niebojowych, głównie spowodowanych spożywaniem alkoholu. Do innych przyczyn ofiar niebojowych zaliczono m.in. niewłaściwe obchodzenie się z bronią podczas ćwiczeń, wypadki drogowe i urazy klimatyczne (hipotermia). Według Institute for the Study of War (ISW) źródła rosyjskie, ukraińskie i zachodnie zauważyły, że cele rosyjskiej ofensywy zimowej polegające na zajęciu granic administracyjnych obwodów donieckiego i ługańskiego do końca marca nie mogły zostać osiągnięte ze względu na stałą niezdolność dowództwa do skutecznego zorganizowania takiej kampanii. Z kolei rosnące spekulacje na temat zmian w rosyjskim dowództwie wojskowym wskazywały, że Rosja może wkrótce dokonać przetasowań w dowództwie wojskowym z powodu nieudanej ofensywy. Tymczasem Rosjanie przeprowadzili ograniczone ataki naziemne wzdłuż linii Swatowe–Kreminna oraz kontynuowali ataki wzdłuż linii Awdijiwka–Donieck. Siły rosyjskie nie osiągnęły żadnych potwierdzonych zdobyczy w okolicach Bachmutu. Z kolei Ukraińcy dokonali ograniczonych postępów na zachód od Czerwonopopiwki i na północny wschód od Werchniokamjanśkego. Ponadto
Rosjanie kontynuowali budowę umocnień na południu Ukrainy.

### 2 kwietnia

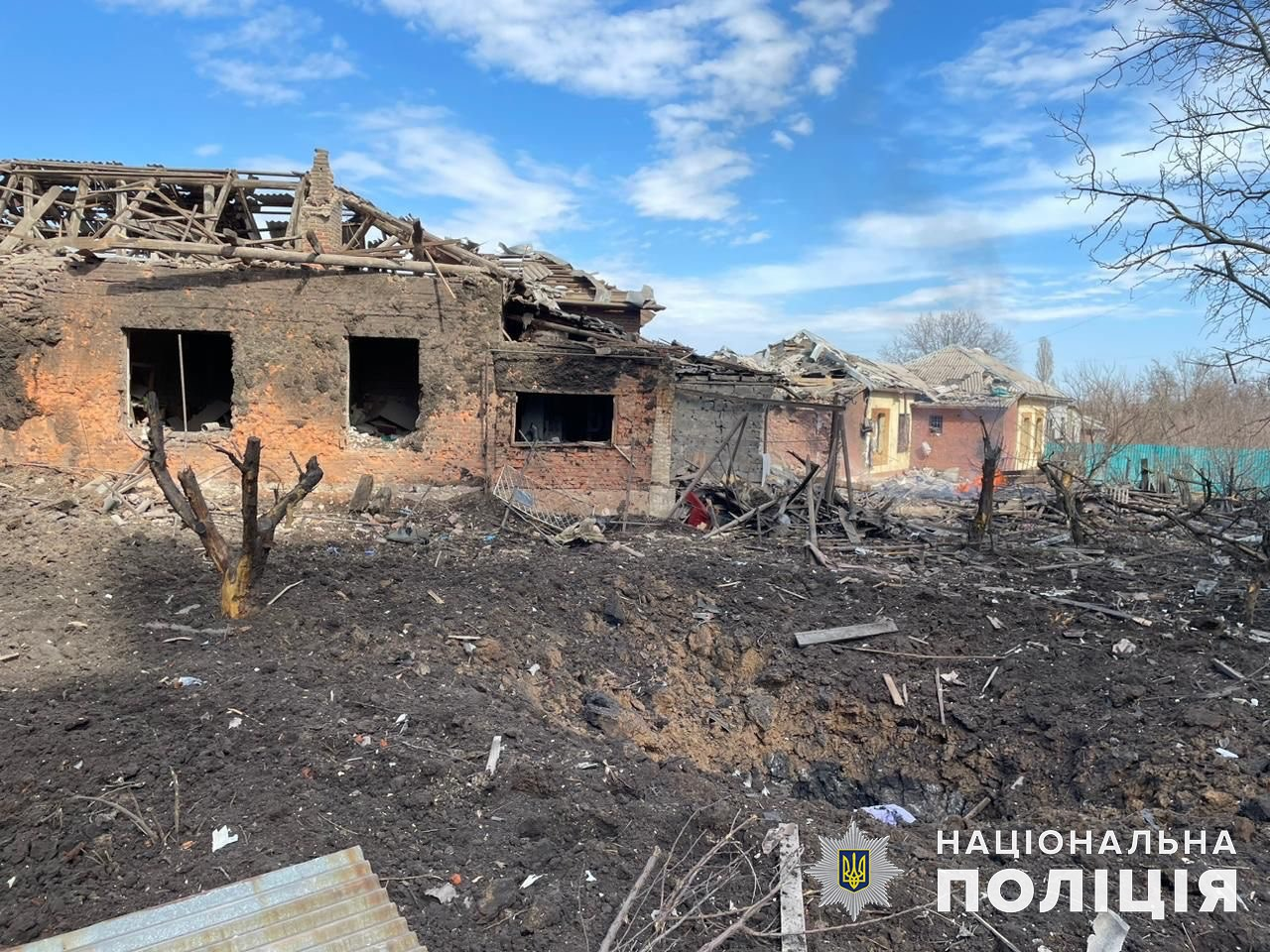
Konstantynówka po rosyjskich atakach rakietowych; sześć osób zginęło, a 11 zostało rannych.

Według SG Ukrainy Rosja prowadziła ataki w kierunkach Łymanu, Bachmutu, Awdijiwki i Marjinki, gdzie siły ukraińskie odparły ponad 70 ataków; główne walki toczyły się w Bachmucie, Awdijiwce i Marjince. W kierunku łymańskim Rosjanie prowadzili nieudane ataki w okolicy Biłohoriwki i Werchniokamjanśkego. W kierunku bachmuckim kontynuowano ataki na Bachmut, gdzie Ukraińcy odparli ponad 20 ataków. W kierunkach awdijiwskim i marjinskim siły rosyjskie prowadziły bezskutecznie ataki w pobliżu Awdijiwki, Pierwomajskiego i Marjinki (tylko w rejonie Marjinki i Awdijiwki odparto ponad 15 ataków). W ciągu 24h Rosjanie przeprowadzili pięć ataków rakietowych, 32 naloty i ponad 50 ostrzałów. Lotnictwo ukraińskie dokonało ośmiu nalotów na miejsca koncentracji, natomiast artyleria trafiła w punkt kontrolny, trzy miejsca koncentracji i trzy stanowiska przeciwlotnicze. Ponadto władze okupacyjne kontynuowały przymusową paszportyzację ludności obwodu zaporoskiego, głównie w Melitopolu zmuszano nauczycieli do zrzeczenia się ukraińskiego obywatelstwa i uzyskania rosyjskich paszportów do 1 czerwca. Władze ukraińskie poinformowały, że sześciu cywilów zginęło, a 11 zostało rannych w rosyjskim ataku na Konstantynówkę. Miejscowość została ostrzelana za pomocą dwóch pocisków S-300 i czterech salw z artylerii rakietowej BM-27 Uragan. Zostało uszkodzonych 16 wieżowców, osiem domów prywatnych, przedszkole, budynek administracyjny i gazociąg. Rosjanie przeprowadzili także 20 ostrzałów na obwód chersoński, wystrzeliwując łącznie 131 pocisków. Raz ostrzelano Chersoń, gdzie cztery pociski trafiły w dzielnicę mieszkalną; zginęła jedna osoba.
Przedstawiciel sił ukraińskich Ołeksij Dmytraszkiwski oświadczył, że „Rosjanie wycofali się z niektórych pozycji na kierunku donieckim i armia ukraińska przygotowywała pozycje do prowadzenia działań obronnych”, jednakże wciąż siły rosyjskie atakowały w rejonie Awdijiwki, Marjinki i Karliwki, gdzie przeprowadzono 10 ataków, z których wszystkie „odbyły się bez wsparcia techniki, tylko w jednym wypadku wróg użył dwóch czołgów”. W kierunku zaporoskim Rosjanie prowadzili prace fortyfikacyjne. Z kolei rzecznik Wschodniego Zgrupowania Serhij Czerewaty poinformował, że armia rosyjska zaktywizowała działania w kierunku łymanskim i kupiańskim, jednak oddziały ukraińskie zatrzymały ataki rosyjskie w tym rejonie.
W wyniku eksplozji w kawiarni w Petersburgu zginął Władlen Tatarski (właściwie Maksim Fomin), rosyjski bloger wojenny. Co najmniej 30 osób zostało rannych, w tym sześć było w stanie krytycznym. Kawiarnia, w której doszło do eksplozji, należała do Jewgienija Prigożyna, szefa Grupy Wagnera. W opinii ISW zabójstwo rosyjskiego blogera może być ostrzeżeniem dla Jewgienija Prigożyna za krytykowanie władz rosyjskich i działania uderzające w rosyjską armię na Ukrainie. Tymczasem siły rosyjskie kontynuowały ograniczone ataki wzdłuż linii Swatowe–Kreminna, a źródła rosyjskie twierdziły, że osiągnęły niewielkie postępy na północny zachód od Kreminnej. Rosjanie w dalszym ciągu atakowali Bachmut i jego okolice oraz prawdopodobnie zajęli zakłady AZOM na północy miasta, z kolei Ukraińcy przeprowadzili na nie atak rakietowy. Siły rosyjskie kontynuowały także ataki wzdłuż linii Awdijiwka–Donieck, natomiast armia ukraińska przeprowadziła atak HIMARS na zajezdnię kolejową w Melitopolu. Był to trzeci atak na miasto w ciągu ostatniego tygodnia.
Rada Bezpieczeństwa Narodowego i Obrony Ukrainy ogłosiła 12-punktowy plan deokupacji Krymu, obejmujący wydalenie Rosjan, którzy przenieśli się na Krym po aneksji Krymu w 2014 roku, oraz zburzenie mostu krymskiego.

### 3 kwietnia
Ukraiński Sztab podał, że Rosjanie koncentrowali się na atakach w kierunkach Łymanu, Bachmutu, Awdijiwki i Marjinki, gdzie Ukraińcy odparli 69 ataków; najcięższe walki miały miejsce w Bachmucie, Awdijiwce i Marjince. W kierunku łymańskim siły rosyjskie prowadziły nieudane ataki w okolicy Newskego, Kreminnej i Dibrowej. W kierunku bachmuckim kontynuowano ataki na Bachmut oraz okolicye Orihowo-Wasyliwki i Iwaniwskiego; odparto łącznie 32 ataki. W kierunkach awdijiwskim i marjinskim Rosjanie prowadzili ataki w pobliżu Nowokalynowego, Krasnohoriwki, Awdijiwki, Siewiernego, Pierwomajskiego i Marjinki. W ciągu doby Rosja przeprowadziła trzy ataki rakietowe, 21 nalotów i 33 ostrzały. Ukraińskie lotnictwo i artyleria dokonały sześciu ataków na miejsca koncentracji wojsk. Ponadto w niektórych miejscowościach rejonu kachowskiego Rosjanie nadal wywierali presję na miejscową ludność, m.in. 2 kwietnia zabroniono ludziom opuszczania domów. Wszystkie miejsca publiczne, w tym centra handlowe, sklepy, szpitale, były zamknięte w ciągu dnia. W niektórych wsiach emeryci aby otrzymać emerytury, musieli stać w kolejkach, jednak pieniędzy nie wystarczało na wszystkie wypłaty. Żądano również łapówek za przekazywanie pełnych kwot świadczeń. Według ukraińskich źródeł, w godzinach nocnych Rosja zaatakowała Odessę za pomocą 17 dronów. Ukraińska obrona przeciwlotnicza zestrzeliła 14 z nich. Doradca mera Petro Andriuszczenko poinformował, że siły rosyjskie budowały umocnienia w Mariupolu, szykując się do bitwy o miasto. Rosjanie fortyfikowali m.in. zakłady Azowstal, mosty, port i kombinat im. Iljicza.
Dzień wcześniej Jewgienij Prigożyn stwierdził, że jego siły zajęły budynek administracji. Według niego zajęcie ratusza oznaczało, że „z prawnego punktu widzenia Bachmut został przejęty”, dodając także, że siły ukraińskie „skoncentrowane były w zachodniej części miasta”. Z kolei SG Ukrainy podał, że „ukraińscy obrońcy dzielnie utrzymywali miasto, odpierając liczne ataki” – napisał sztab generalny ukraińskiej armii. Później rzecznik Wschodniego Zgrupowania pułkownik Serhij Czerewaty także potwierdził, że „Bachmut jest ukraiński i oni nic nie zajęli i są od tego, delikatnie mówiąc, bardzo dalecy”. Według ISW Grupa Wagnera robiła dalsze postępy w centrum Bachmutu i zajęła siedzibę miejskiej administracji. Dzień później dowódca sił lądowych generał Ołeksandr Syrski spotkał się w kierunku bachmuckim z żołnierzami, „którzy obalili mit o niezwyciężoności ‘wagnerowców’ i rosyjskich sił powietrznodesantowych. Wróg słabnie i próbuje zatuszować swoje porażki coraz to nowymi fikcjami dotyczącymi zajęcia Bachmutu”. Tymczasem Rosjanie przeprowadzili ograniczone ataki wzdłuż linii Swatowe–Kreminna i kontynuowali ataki w okolicach Bachmutu, Awdijiwki, Doniecka oraz w zachodnim obwodzie donieckim. Ponadto rosyjscy urzędnicy prawdopodobnie nadal byli zaniepokojeni potencjalnym ukraińskim zagrożeniem dla Krymu w związku z budową umocnień i wysiłkami logistycznymi.
OSW podał, że Ukraińcy poprawili swoją sytuację w wyniku kontrataku po zachodniej stronie kanału Doniec–Donbas w rejonie Ozarianiwki, oraz zajęcia części terenów w obwodzie zaporoskim na południowy zachód od Orichiwu i w obwodzie charkowskim na północny wschód od Kupiańska. Powstrzymywali także ataki Rosjan w Donbasie. W Bachmucie siły rosyjskie poczyniły niewielkie postępy w centrum miasta; dowództwo ukraińskie pośrednio przyznało, że utracono zakłady metalurgiczne AZOM. Do starć dochodziło także w trójkącie Łyman–Kreminna–Siewiersk oraz na zachód od Doniecka. Z doniesień lokalnego dowództwa ukraińskiego wynikało, że Rosjanie dokonali wyłomu na północny zachód od Doniecka w kierunku rzeki Wołczy, lecz zostali powstrzymani w pobliżu Karliwki. Główna linia obrony ukraińskiej nadal przechodziła przez leżące na południowy wschód Perwomajśke. Strona ukraińska zwracała też uwagę na tworzenie przez Rosjan potencjalnego zgrupowania uderzeniowego na północny wschód od Awdijiwki. Głównym celem ataków rakietowych było zaplecze ukraińskie w obwodzie donieckim. Artyleria rosyjska kontynuowała ostrzał wzdłuż linii frontu. Głównym celem była prawobrzeżna część obwodu chersońskiego wraz z Chersoniem.
Według polskiego podsekretarza stanu Marcina Przydacza, Polska przekazała Ukrainie część myśliwców MiG-29; zobowiązano się dostarczyć cztery odrzutowce w pierwszej partii. Później Siły Powietrzne Ukrainy potwierdziły odbiór myśliwców MiG-29 przekazanych przez Polskę i Słowację. Według oświadczeń Ukrainy, miała ona od tej pory trzy brygady MiG-29 i dwie brygady Su-27 (pełna brygada składała się z 36 samolotów). Według Międzynarodowego Instytutu Studiów Strategicznych (IISS) na początku roku Ukraina miała również 30 sprawnych bombowców różnych typów. Według rzecznika ukraińskich Sił Powietrznych, Rosja miała co najmniej pięć razy więcej samolotów wojskowych niż Ukraina.
Sekretarz generalny NATO Jens Stoltenberg zapowiedział, że 4 kwietnia br. Finlandia przystąpi do NATO. Ewentualne przyszłe członkostwo Szwecji nadal było niepewne. Motywacją obu krajów do przystąpienia do NATO była rosyjska inwazja na Ukrainę i implikowane ryzyko podobnego losu innych sąsiadów Rosji.
Według The Moscow Times rosyjski generał Rustam Muradow, który dowodził siłami rosyjskimi w bitwie o Wuhłedar w styczniu i lutym 2023 roku, w której Rosjanie ponieśli ciężkie straty, został zwolniony ze stanowiska dowódcy Wschodniego Okręgu Wojskowego. Według niepotwierdzonych doniesień zastąpił go generał porucznik Andriej Kuzmenko.

### 4 kwietnia

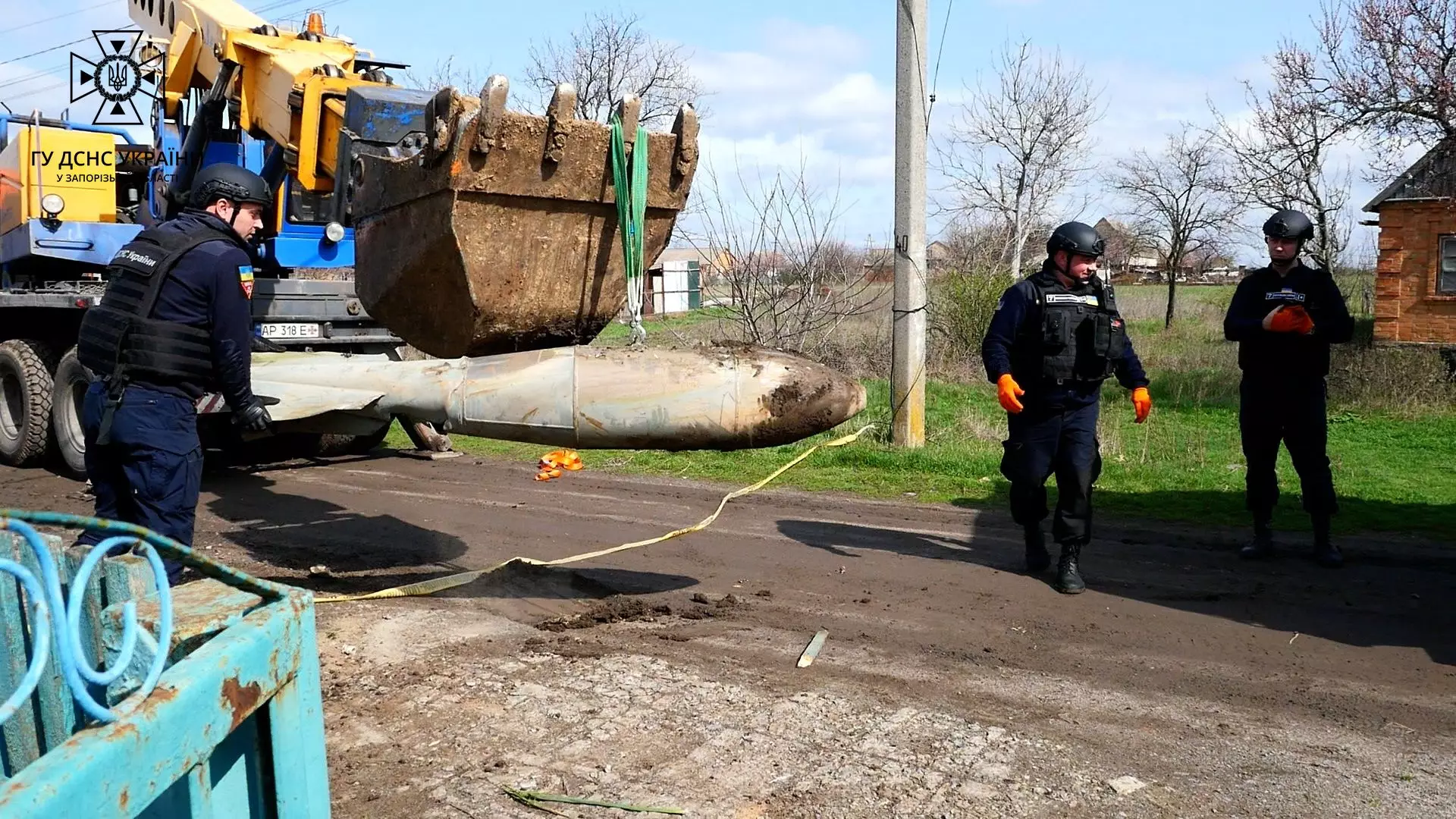
DSNS usuwa niewybuch rosyjskiej bomby lotniczej FAB-500, znalezionej we wsi Preobrażenka.

SG Ukrainy poinformował, że FR skupiała się na atakach w kierunkach Łymanu, Bachmutu, Awdijiwki i Marjinki, gdzie Ukraińcy odparli 60 ataków; najcięższe walki toczyły się w Bachmucie i Marjince. W kierunku łymańskim Rosjanie prowadzili nieudane ataki na południe od Kreminnej i Spirnego. W kierunku bachmuckim kontynuowali ataki na Bachmut, gdzie trwały walki o centrum miasta; odparto łącznie 30 ataków. W kierunkach awdijiwskim i marjinskim siły rosyjskie prowadziły ataki w pobliżu Nowokalynowego, Siewierskiego, Perwomajskiego i Marjinki. W ciągu ostatnich 24h Rosja przeprowadziła trzy ataki rakietowe, 47 nalotów i 42 ostrzały z wyrzutni rakietowych (odnotowano zabitych i rannych wśród cywilów). Ukraińskie lotnictwo dokonało 9 nalotów na miejsca koncentracji, z kolei artyleria zaatakowała trzy punkty kontrolne, dwa miejsca koncentracji, dwa systemy rakietowe BM-21 Grad i stację walki radioelektronicznej. Sztab podał także, że w Melitopolu Rosjanie wywierali wpływ psychologiczny na miejscową ludność poprzez kolportaż ulotek dotyczących ich ewakuacji do Rosji, strasząc zbliżającą się ofensywą ukraińską. W Wełyce Kardasziwce w obwodzie chersońskim ograniczono ruch mieszkańców ze względu na przemieszczanie się ciężkiego sprzętu Rosjan, w wynik czego ludzie mieli zakaz opuszczania domów. Wzmocniono weryfikację dokumentów i telefonów komórkowych. Przedstawiciel armii ukraińskiej Ołeksij Dmytraszkiwski podał, że Rosjanie w kierunku Awdijiwki coraz częściej stosowali broń chemiczną, m.in. pobliżu Wodiane rosyjski dron zrzucił granat prawdopodobnie z chloropikryną.
Około 1:00 Rosja przeprowadziła atak za pomocą 17 dronów Shahed 136, z których 14 zostało zestrzelonych przez ukraińską obronę przeciwlotniczą. Według nagrań wideo drony uderzyły w teren lotniska w Odessie, gdzie prawdopodobnie doszło do eksplozji amunicji.
W ramach planowanej kontrofensywy ukraińskiej wicepremier Ukrainy Iryna Wereszczuk wezwała Ukraińców przebywających na zajętych terytoriach przez Rosję do opuszczenia ich. Od lutego 2023 roku na Ukrainie zrekrutowano i przeszkolono około 40 tys. żołnierzy, którzy zostali przydzieleni do ośmiu brygad przeznaczonych do kontrofensywy. W opinii ISW władze rosyjskie za pomocą gróźb nuklearnych próbowały powstrzymać zachodnią pomoc wojskową dla Ukrainy w obliczu planowanej kontrofensywy sił ukraińskich. Zdaniem ekspertów ryzyko eskalacji nuklearnej pozostawało bardzo niskie, a rozmieszczenie przez Rosję broni jądrowej na Białorusi raczej nie wpłynie na działania wojenne na Ukrainie. Tymczasem Ukraińcy posunęli się naprzód na północny wschód od Werchniokamjanśkego (18 km na południe od Kreminnej). Siły rosyjskie przeprowadziły ograniczone ataki wzdłuż linii Swatowe–Kreminna oraz kontynuowały ataki w Bachmucie i wzdłuż linii Awdijiwka–Donieck. Rosjanie w dalszym ciągu przygotowywali się do kontrofensywy ukraińskiej w kierunku południowym. Z kolei rosyjscy urzędnicy zaprzeczyli ukraińskim doniesieniom, że władze okupacyjne przygotowywały plany ewakuacji z zajętych regionów Ukrainy.
Sekretarz generalny NATO Jens Stoltenberg oświadczył, że „będziemy wspierać Ukrainę tak długo, jak będzie trzeba” oraz poinformował, że do tej pory sojusznicy przekazali Ukrainie 150 miliardów euro wsparcia, w tym 65 miliardów euro pomocy wojskowej.
Stany Zjednoczone zapowiedziały kolejny pakiet pomocy wojskowej dla Ukrainy o łącznej wartości 2,6 miliarda dolarów, który będzie obejmował m.in. dodatkowe uzbrojenie do MIM-104 Patriot, amunicję do systemów NASAMS, amunicję do M142 HIMARS, pociski artyleryjskie 155 mm i 105 mm, systemy moździerzowe i pociski 120 mm, 81 mm i 60 mm, amunicję czołgową 120 mm i 105 mm, 400 granatników i 200 tys. szt. amunicji, 18 pojazdów do odzyskiwania sprzętu oraz 69 ciężkich cystern i 105 przyczep paliwowych.

### 5 kwietnia
Według SG Ukrainy siły rosyjskie koncentrowały się na atakach w kierunkach Łymanu, Bachmutu, Awdijiwki i Marjinki, gdzie odparto ponad 60 ataków; najcięższe walki toczyły się w Bachmucie, Awdijiwce i Marjince. W kierunku bachmuckim Rosjanie kontynuowali ataki na Bachmut, gdzie trwały walki o centrum miasta oraz rejony Bohdaniwki i Iwaniwskiego; siły ukraińskie odparły ok. 20 ataków. W kierunkach awdijiwskim i marjinskim Rosja prowadziła bezskutecznie ataki w pobliżu Nowokalynowego, Awdijiwki i Marjinki (w pobliżu Marjinki przeprowadzono ponad 25 ataków). W ciągu doby Rosja przeprowadziła trzy ataki rakietowe, 29 nalotów i 51 ostrzałów z systemów rakietowych. Ukraińskie lotnictwo dokonało 17 nalotów na miejsca koncentracji, natomiast artyleria ostrzelała dwa punkty kontrolne, trzy składy amunicji, trzy stanowiska przeciwlotnicze i cztery stacje walki radioelektronicznej. Rzecznik Wschodniego Zgrupowania pułkownik Serhij Czerewaty stwierdził, że „wszelkie doniesienia o brakach amunicji, na które rzekomo uskarżały się siły rosyjskie walczące na wschodzie Ukrainy, nie są prawdziwe; nigdy nie było tam pod tym względem żadnych niedoborów, co oznacza, że wróg wciąż zagraża naszym pozycjom”.
Prezydent Wołodymyr Zełenski, wraz z małżonką Ołeną Zełenską, złożył pierwszą od inwazji Rosji na Ukrainę oficjalną wizytę w Polsce. Między Ukrainą a Polską podpisano porozumienie w sprawie dostaw polskiego sprzętu wojskowego na Ukrainę, w tym dokumenty ws. dostawy transporterów KTO Rosomak, moździerzy samobieżnych M120 Rak, systemów PPZR Piorun, myśliwców typu MiG i innej broni. Prezydent Andrzej Duda zapowiedział także, że jego kraj jest gotowy dostarczyć ukraińskiej armii 14 myśliwców MiG-29 oraz zapewnił Zełenskiego o poparciu Warszawy dla kandydatury Ukrainy do NATO.
W ocenie ISW Władimir Putin „podczas narady Rady Bezpieczeństwa określił działania mające skonsolidować kontrolę nad okupowanymi terytoriami Ukrainy jako kwestię bezpieczeństwa wewnętrznego”, dążąc m.in. do przyspieszenia integracji z Rosją zajętych terenów obwodów donieckiego, ługańskiego, chersońskiego i zaporoskiego oraz nasilenia represji i wzmocnienia kontroli organów ścigania w związku z zamachami na kolaborantów. Tymczasem siły rosyjskie i ukraińskie nadal toczyły walki pozycyjne wzdłuż linii Kupiańsk–Swatowe–Kreminna. Rosjanie prawdopodobnie zrobili postępy w okolicach Bachmutu i kontynuowali ataki wzdłuż linii Awdijiwka–Donieck.

### 6 kwietnia
Sztab Ukrainy podał, że FR koncentrowała się na atakach w kierunkach Łymanu, Bachmutu, Awdijiwki i Marjinki, gdzie odparto ponad 40 ataków.
W kierunku łymańskim Rosjanie przeprowadzili nieudane ataki w okolicy Kreminnej i Spirnego. W kierunku bachmuckim trwały zacięte walki o Bachmut i w rejonie Orihowo-Wasyliwki i Bohdaniwki; siły ukraińskie odparły 16 ataków. W kierunkach awdijiwskim i marjinskim prowadzono bezskutecznie ataki w pobliżu Nowokalynowego, Siewiernego, Perwomajskiego i Marjinki (w okolicach Marjinki odparto 19 ataków). W ciągu 24h armia rosyjska przeprowadziła pięć ataków rakietowych, 18 nalotów i 53 ostrzały na pozycje ukraińskie i infrastrukturę cywilną. Lotnictwo ukraińskie dokonało sześciu nalotów na miejsca koncentracji, z kolei artyleria uderzyła w dwa miejsca koncentracji, dwa magazyny paliwa i smarów oraz stację walki radioelektronicznej. Ponadto w okolicy Dżankoju Rosjanie angażowali miejscową ludność do budowy umocnień. Pracami zajmowali się głównie mężczyźni, z których większość to osoby uzależnione od narkotyków i alkoholu. Robotnikom obiecywano nagrody pieniężne, jednak ich nie otrzymywali lub tylko częściowo. Rzecznik Wschodniego Zgrupowania pułkownik Serhij Czerewaty stwierdził, że w „ostatnich miesiącach wojskom rosyjskim nie udało się osiągnąć żadnych celów operacyjno-taktycznych. (...) Utknęli na kilku kierunkach i próbują podejmować szturmy, jednak bezskutecznie. Przeciwnik wyczerpuje swoje siły, wykrwawia wojska i ogółem obniża swój potencjał bojowy”.
Ministerstwo Obrony Wielkiej Brytanii poinformowało, że Rosjanie zrobili dalsze postępy w Bachmucie i prawdopodobnie wkroczyli do centrum miasta oraz zajęli zachodni brzeg rzeki Bachmutka, poważnie zagrażając ukraińskim liniom zaopatrzeniowym biegnącym drogą 0506 na zachód od Bachmutu. Zdaniem Ministerstwa rosyjskie siły regularne, w tym wojska powietrznodesantowe, wzmocniły ten obszar, a Rosja skuteczniej używała artylerii w tym sektorze. Według ISW armia rosyjska pośpiesznie tworzyła w istniejących formacjach wyspecjalizowane oddziały (po 100 ludzi), których zadaniem była walka w miastach lub w warunkach trudnych geograficznie; były one złożone z rezerwistów i miały wzmocnić słabnącą skuteczność bojową. Jednostki tego typu były prawdopodobnie rozmieszczane wzdłuż linii Awdijiwka–Donieck. Tymczasem Rosjanie przeprowadzili ograniczone ataki wzdłuż linii Kupiańsk–Swatowe–Kreminna oraz kontynuowali ataki w Bachmucie i wzdłuż linii Awdijiwka–Donieck. Ukraińscy urzędnicy wskazywali, że siły rosyjskie były w stanie utrzymać odpowiednią szybkostrzelność artyleryjską w priorytetowych obszarach frontu kosztem innych sektorów. Ponadto Rosjanie prawdopodobnie wycofywali sprzęt z Krymu w celu przemieszczenia go w inne miejsce na południu Ukrainy w obawie przed ukraińską kontrofensywą.
Ukroboronprom ogłosił, że ukraińska spółka ARTeM rozpocznie produkcję pocisków czołgowych kalibru 125 mm we współpracy z Polską Grupą Zbrojeniową. Umowa ta oznaczała, że Polska stanie się drugim krajem NATO, który pomoże Ukrainie w produkcji pocisków z czasów sowieckich. Pierwszym z nich był niezidentyfikowany członek NATO z Europy Środkowej.
Fu Cong, ambasador Chin przy Unii Europejskiej, tłumaczył w wywiadach, że zadeklarowana niedawno „przyjaźń bez granic” między Rosją a Chinami to tak naprawdę „tylko retoryka” i że Chiny nadal nie uznają Krymu za część Rosji. W innym wywiadzie zaprzeczył, by Chiny miały jakiekolwiek plany zaopatrywania Rosji w broń, o co oskarżali Chiny amerykańscy urzędnicy. Podobno stwierdził również, że dla Chin najpilniejsze jest „zaprzestanie walk w celu ratowania życia”.
Dokumenty sklasyfikowane przez Departament Obrony jako tajne, które szczegółowo opisywały gromadzenie ukraińskich jednostek (oraz wsparcie USA i NATO dla sił ukraińskich) w ramach przygotowań do nadchodzącej kontrofensywy na Ukrainie, podobno wyciekły z Pentagonu i zostały opublikowane pięć tygodni wcześniej w mediach społecznościowych. Według ekspertów, niektóre z opublikowanych dokumentów zostały zredagowane przed publikacją, aby zmniejszyć szacunki strat rosyjskich i zwiększyć szacunki strat ukraińskich oraz żeby mogły zostać użyte w celu dezinformacji. Z kolei Pentagon wszczął dochodzenie w sprawie wycieku. Niektórzy zakwestionowali autentyczność ujawnionych planów, sugerując, że mogły zostać w całości stworzone przez Rosję do celów propagandowych.

### 7 kwietnia
SG Ukrainy poinformował, że armia rosyjska koncentrowała się na atakach w kierunkach Łymanu, Bachmutu, Awdijiwki i Marjinki, gdzie Ukraińcy odparli ponad 40 ataków. W kierunku łymańskim Rosjanie przeprowadzili nieudane ataki na południe od Kreminnej. W kierunku bachmuckim trwały zacięte walki o Bachmut oraz miały miejsce ataki w pobliżu Bohdaniwki i Iwaniwskiego; odparto ok. 20 ataków. W kierunkach awdijiwskim i marjinskim siły rosyjskie prowadziły bezskuteczne ataki w okolicy Nowokalynowego, Siewiernego, Perwomajskiego, Marjinki i Pobiedy; najcięższe walki toczyły się o Marjinkę, gdzie odparto ponad 15 ataków. W ciągu doby Rosja przeprowadziła dwa ataki rakietowe, 35 nalotów i ponad 40 ostrzałów. Lotnictwo ukraińskie dokonało dziewięciu nalotów na miejsca koncentracji wojsk, natomiast artyleria uderzyła w punkt kontrolny, dwa miejsca koncentracji i skład amunicji. Sztab podał także, że na zajętych terenach obwodu zaporoskiego i chersońskiego Rosjanie zintensyfikowali przygotowania do ewakuacji miejscowej ludności na Krym. Głównie w Melitopolu i Skadowsku zorganizowano ankiety pod kątem ewentualnej ewakuacji, podczas których sprawdzano obecność rosyjskiego paszportu, rejestrację pobytu i poziom wykształcenia. Okresowo odjeżdżały autobusy z osobami pragnącymi się ewakuować. Władze rosyjskie rozpowszechniały informację, że pod koniec kwietnia rozpocznie się przymusowa ewakuacja cywilów.
Mer Iwan Fedorow poinformował, że ok. 21:00 czasu lokalnego we wschodnim Melitopolu i wsi Wesełe doszło do eksplozji w miejscu, gdzie wcześniej przez cztery dni z rzędu Rosjanie gromadzili sprzęt i personel wojskowy. Dodał także, że w ostatnich dniach doszło do eksplozji w rejonie lotniska w Melitopolu, gdzie również gromadzono sprzęt, transportowany śmigłowcami, a „w jedną noc cały ten ładunek eksplodował. Taka sytuacja utrzymuje się już drugi tydzień z rzędu i to wywołuje panikę wśród okupantów”.
Rzecznik Wschodniego Zgrupowania Serhij Czerewaty oświadczył, że „siły ukraińskie utrzymują Bachmut, choć sytuacja jest trudna, a atakujący miasto Rosjanie mają przewagę liczebną. Wróg koncentruje maksymalne wysiłki, aby zająć Bachmut. Mimo to ponosi znaczne straty i nie osiąga sukcesu strategicznego”. Z kolei oficer 92 Samodzielnej Brygady Zmechanizowanej Jurij Fedorenko stwierdził, że w Bachmucie siły rosyjskie „ponosiły niezwykle ciężkie straty wśród personelu i w sprzęcie. (...) Ogólnie miasto Bachmut się trzyma, a inicjatywa postępowo przechodzi na stronę armii Ukrainy”. Dodał również, że w ciągu ostatniego dnia Rosjanie przeprowadzili ponad 30 akcji szturmowych, jednak Ukraińcy odparli wszystkie ataki.
W opinii ISW władze rosyjskie nie były zainteresowane realnymi negocjacjami i zrzucały odpowiedzialność za ewentualne rozmowy na Zachód. Rosja próbowała także wywrzeć presję na kraje zachodnie, aby wymusić na Ukrainie ustępstwa przed jej planowaną kontrofensywą. Ukraiński urzędnik poinformował, że rosyjskie lotnictwo zmieniło taktykę, prawdopodobnie w wyniku strat i wyczerpania zapasów broni precyzyjnej. Tymczasem Rosjanie przeprowadzili ograniczone ataki wzdłuż linii Swatowe–Kreminna i kontynuowali ataki wzdłuż linii Awdijiwka–Donieck oraz posuwali się naprzód w Bachmucie i wokół niego. Siły rosyjskie kontynuowały budowę umocnień w obwodach zaporoskim i chersońskim.
OSW podał, że Rosjanie zajęli ważniejsze obiekty w centrum Bachmutu i uzyskali połączenie pomiędzy oddziałami atakującymi z północnej i południowej części miasta. Ukraińcy nadal utrzymywali pozycje w centrum, a dowództwo ukraińskie podkreślało, że decyzja o bronieniu Bachmutu pozostaje w mocy. W okolicach miasta starcia miały mniej intensywny charakter, a celami Rosjan były punkty ukraińskiego oporu na południowy zachód od Bachmutu, na północny wschód od Czasiw Jaru i w rejonie autostrady do Słowiańska. Rosjanie wznowili ataki po zachodniej stronie kanału Doniec–Donbas w kierunku Konstantynówki. Nie zmieniła się sytuacja w rejonie Awdijiwki i Marjinki. Wzrosło natężenie walk na północny zachód od Doniecka oraz w masywie leśnym na południowy zachód od Kreminnej. Obie strony zyskiwały tam okresową przewagę i powracały na wcześniejsze pozycje. Rosjanie wznowili ataki rakietowe na zaplecze ukraińskie w obwodzie donieckim, a celem był m.in. Słowiańsk. Artyleria rosyjska kontynuowała ostrzał wzdłuż linii frontu; głównymi celami był Chersoń i okoliczne miejscowości oraz Nikopol. Z kolei artyleria ukraińska kontynuowała ostrzał Melitopola z wykorzystaniem systemów HIMARS.

### 8 kwietnia

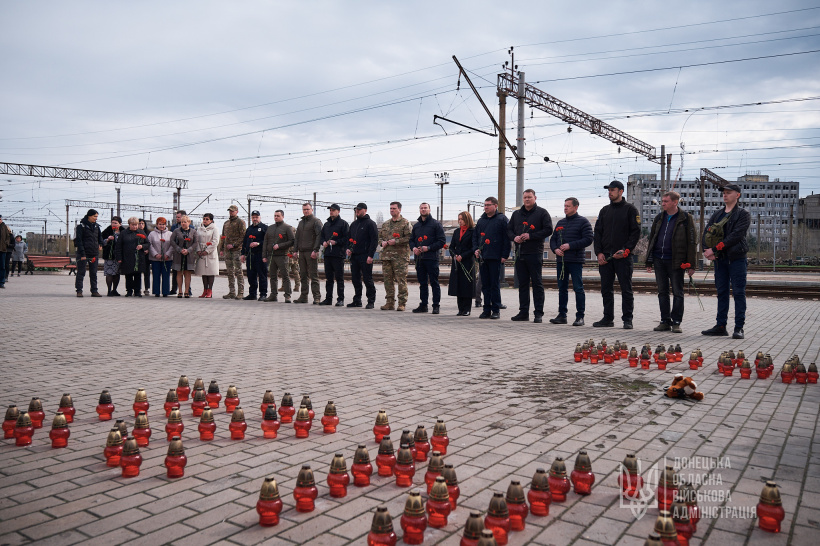
Pierwsza rocznica ataku rakietowego na stację kolejową w Kramatorsku.

Według ukraińskiego Sztabu Rosjanie koncentrowali się na atakach w kierunkach Łymanu, Bachmutu, Awdijiwki i Marjinki, gdzie odparto ponad 50 ataków. W kierunku łymańskim siły rosyjskie przeprowadziły nieskuteczne ataki w rejonie na południe od Kuźmin i Wierchniokamiańskiego. W kierunku bachmuckim trwały walki o Bachmut oraz miały miejsce ataki w okolicy Bohdaniwki; siły ukraińskie odparły ok. 10 ataków. W kierunkach awdijiwskim i marjinskim Rosja prowadziła bezskuteczne ataki w pobliżu Nowokalynowego, Siewiernego, Perwomajskiego i Marjinki; najcięższe walki toczyły się o Marjinkę, gdzie odparto ponad 15 ataków. W ciągu ostatnich 24h Rosjanie przeprowadzili cztery ataki rakietowe, 40 nalotów i 58 ostrzałów na pozycje ukraińskie i infrastrukturę cywilną. Lotnictwo Ukrainy dokonało 12 uderzeń na miejsce koncentracji wojsk, a artyleria zniszczyła dwa miejsca koncentracji, skład amunicji, stanowisko przeciwlotnicze i pięć stacji walki radioelektronicznej. Ponadto władze rosyjskie nadal wzmacniały kontrwywiad i reżim policyjny na zajętym terytorium obwodu chersońskiego. W szczególności w rejonie hornostajiwskim miały miejsce naloty w celu sprawdzenia telefonów miejscowej ludności pod kątem posiadania zdjęć i filmów oraz innych treści „zakazanych”. Podczas takich kontroli Rosjanie rejestrowali dane osobowe mieszkańców i wybiórczo przeszukiwali ich domy. Rosja przeprowadziła ataki rakietowe na ludność cywilną w rejonie kupiańskim. W wyniku ostrzału Dworicznej zginęło dwóch mężczyzn, a we wsi Podoły została ranna kobieta.
Rzecznik Sił Powietrznych Ukrainy Jurij Ignat poinformował, że w związku z ograniczoną ilością rakiet, Rosjanie coraz częściej stosowali kierowane bomby lotnicze m.in. FAB-500, wystrzeliwane z samolotów z odległości powyżej 50 km od frontu lub znad morza. Celem ataków był wschód Ukrainy, obwody sumski i czernihowski oraz front południowy (obwody zaporoski i chersoński). Według rzecznika codziennie na całym froncie odnotowywano użycie 10–12 tego typu bomb, których Ukraina nie miała wówczas możliwości zestrzelenia.
Ukrenergo podało, że od października 2022 roku armia rosyjska wystrzeliła ponad 1200 pocisków lub dronów kamikadze w ukraińskie obiekty energetyczne, z czego ok. 250 trafiło w cel, uszkadzając w sumie 43% ukraińskiej sieci energetycznej. Do tej pory 80% uszkodzonej sieci energetycznej zostało przywrócone do pracy, przynajmniej częściowo. Według brytyjskiego MON rosyjska kampania mająca na celu osłabienie systemu energetycznego Ukrainy w ciągu zimy 2022–2023 najprawdopodobniej zakończyła się niepowodzeniem. Od marca br. ataki na infrastrukturę energetyczną były prowadzone rzadziej i na mniejszą skalę, co wywarło znacznie mniejszy wpływ na system energetyczny.
Brytyjskie Ministerstwo Obrony podało, że choć rosyjskie władze próbowały przedstawiać sytuację na nielegalnie anektowanych terytoriach Ukrainy jako normalizującą się, to w rzeczywistości były one aktywną strefą walk. W ocenie ISW siły rosyjskie używały głównie artylerii, aby zrekompensować zmniejszenie potencjału ofensywnego na froncie, a sama ofensywa najwyraźniej zaczęła wygasać. Według ukraińskiego wojskowego Iwana Tymoczki Rosjanie kontynuowali walki na całej linii frontu, ale ich potencjał ofensywny się zmniejszył, m.in. w rejonie Bachmutu intensywność ataków zmalała, ofensywa pod Awdijiwką utknęła w martwym punkcie, a siłom rosyjskim nie udało się zająć Marjinki, choć miasto zostało zrównane z ziemią. Tymczasem siły rosyjskie przeprowadziły ograniczone ataki wzdłuż linii Swatowe–Kreminna oraz w dalszym ciągu zdobywały okolice Bachmutu.

### 9 kwietnia
SG Ukrainy poinformował, że Rosja skupiała się na atakach w kierunkach Łymanu, Bachmutu, Awdijiwki i Marjinki, gdzie odparto 58 ataków. W kierunku łymańskim Rosjanie przeprowadzili nieudane ataki na południe od Dibrowej. W kierunku bachmuckim trwały zacięte walki o Bachmut oraz prowadzono nieudane ataki w rejonie Bohdaniwki i Chromowego; siły ukraińskie odparły ponad 30 ataków. W kierunkach awdijiwskim i marjinskim Rosjanie prowadzili bezskuteczne ataki w pobliżu Nowokalynowego, Berdyczowa, Awdijiwki, Siewiernego, Wodiane i Marjinki; najcięższe walki miały miejsce w Awdijiwce i Marjince, gdzie odparto ponad 20 ataków. W ciągu doby siły rosyjskie przeprowadziły 26 nalotów, cztery ataki rakietowe za pomocą S-300 na infrastrukturę cywilną w Zaporożu i Konstantynówce oraz 60 ostrzałów na pozycje ukraińskie i infrastrukturę cywilną, m.in. Kupiańska i Drużkiwki (odnotowano rannych wśród cywilów). Lotnictwo ukraińskie dokonało sześciu nalotów na miejsca koncentracji, natomiast artyleria uderzyła w cztery przeciwlotnicze kompleksy rakietowe, 11 miejsc koncentracji, magazyn amunicji i pięć stacji walki radioelektronicznej. Sztab podał również, że Rosjanie kontynuowali przymusową paszportyzację ludności obwodu zaporoskiego, głównie w Tokmaku władze okupacyjne ogłosiły, że do uzyskania rosyjskiego paszportu potrzebne są ukraiński paszport, akt urodzenia i odciski palców. Rosyjski atak za pomocą pocisków S-300 na Zaporoże zniszczył budynek mieszkalny i uszkodził dziesiątki innych, zabijając co najmniej dwóch cywilów i raniąc pięciu kolejnych. Rosyjskie ataki odnotowano również w Orichiwie, Hulajpolu i 18 innych miejscowościach.
Dowódca sił lądowych generał Ołeksandr Syrski oświadczył, że siły rosyjskie atakujące Bachmut stosowały „syryjską” taktykę spalonej ziemi, niszcząc domy i pozycje ukraińskie za pomocą lotnictwa i artylerii, jednak „obrona Bachmutu trwała. Sytuacja była trudna, ale pod kontrolą”. Według Syrskiego „po obu stronach walki były bardzo zacięte”, a z powodu strat, jakie poniosła Grupa Wagnera, strona rosyjska była zmuszona włączyć do walki oddziały specjalne i desantowo-szturmowe.
Brytyjskie Ministerstwo Obrony podało, że w ciągu ostatnich siedmiu dni Rosja nasiliła ataki z użyciem ciężkiego sprzętu wokół Marjinki. Zdaniem Ministerstwa Rosja w dalszym ciągu „nadawała wysoki priorytet wzmacnianiu operacji w szerszym sektorze donieckim, w tym w rejonie Marjinki i Awdijiwki, przeznaczając [na ten cel] znaczące środki, lecz osiągając niewielkie sukcesy”. Według ISW pułkownik Ołeksij Dmytraszkiwski poinformował, że siły rosyjskie skoncentrowały 113 batalionowych grup taktycznych (BTG) na kierunku zaporoskim i 205 BTG na kierunku donieckim. Tymczasem Rosjanie przeprowadzili ograniczone ataki na linii Kupiańsk–Swatowe–Kreminna, gdzie według rzecznika Wschodniego Zgrupowania Serhija Czerewatego doszło do siedmiu starć bojowych. Siły rosyjskie kontynuowały także ataki na linii Awdijiwka–Donieck oraz w Bachmucie i jego okolicach, osiągając niewielkie postępy na południu miasta. Czerewaty stwierdził, że w Bachmucie pojawiły się rosyjskie wojska powietrznodesantowe.
Ukraina zaczęła eksportować energię elektryczną po raz pierwszy od października 2022 roku. Eksport energii został odcięty ze względu na presję wywieraną na system energetyczny przez rosyjskie naloty. Minister energetyki Ukrainy Herman Hałuszczenko poinformował o nadwyżce energii w ukraińskim systemie energetycznym od dwóch miesięcy.

### 10 kwietnia
Według SG Ukrainy Rosjanie, mimo dużych strat w sprzęcie i sile roboczej, w dalszym ciągu koncentrowali się na atakach w kierunkach Łymanu, Bachmutu, Awdijiwki i Marjinki, gdzie odparto 52 ataki. W kierunku łymańskim siły rosyjskie prowadziły nieudane ataki w pobliżu Makiejewki, Czerwonopopiwki i Biłohoriwki. W kierunku bachmuckim kontynuowano walki o Bachmut oraz prowadzono nieudane ataki w okolicy Hryhoriwki i Chromowego. W kierunkach awdijiwskim i marjinskim Rosjanie prowadzili bezskuteczne ataki w rejonie Awdijiwki, Siewiernego, Niewelskiego i Marjinki; najcięższe walki toczyły się w Awdijiwce i Marjince. W ciągu 24h Rosja przeprowadziła 39 nalotów, 47 ostrzałów na pozycje ukraińskie i infrastrukturę cywilną oraz siedem ataków rakietowych, w tym cztery na Kramatorsk za pomocą systemu S-300. Ukraińskie lotnictwo dokonało dziewięciu nalotów na miejsca koncentracji i stanowisko przeciwlotnicze; artyleria zaatakowała miejsce koncentracji i magazyn amunicji. Ponadto Rosjanie w dalszym ciągu wywierali presję na obywateli ukraińskich na zajętych terenach, m.in. w Śnieżnym zwolniono pracowników szpitala miejskiego, którzy nie posiadali rosyjskich paszportów. W Enerhodarze lokalni mieszkańcy musieli uzyskać pozwolenie na poruszanie się po regionie. Osoby ubiegające się o przepustki podlegali wzmożonym kontrolom pod kątem udziału w SZ Ukrainy; w niektórych miejscach przeszukiwano domy. Wojska rosyjskie przeprowadziły 66 ostrzałów artyleryjskich, cztery naloty, siedem ataków z użyciem dronów, dwa ataki pociskami S-300 na Zaporoże.
Wiceminister obrony Ukrainy Hanna Malar podała, że na czterech kierunkach: Bachmutu, Marjinki, Awdijiwki i Łymanu trwały zacięte walki, zapewniając, że Rosjanom „nie udaje się osiągnąć celu”. Dodała również, że w rejonie Bachmutu siły rosyjskie „bestialsko niszczą tam wszystko”, w tym pojazdy wyjeżdżające z miasta.
Samoloty MiG-29 dostarczone przez Słowację miały być niezdatne do użytku z powodu sabotażu rosyjskich techników. Jednak według ministra obrony Jaroslava Naďa Ukraina miała środki na naprawę samolotów.
Duma Państwowa FR przyjęła ustawę o ujednoliconym rejestrze poborowych i wezwaniach elektronicznych. Jeżeli wezwanie nie zostanie uznane za doręczone w formie pisemnej lub elektronicznej, uważa się je za doręczone po upływie siedmiu dni od dnia umieszczenia go w „rejestrze wezwań”. Niezastosowanie się do wezwania może oznaczać potencjalny „zakaz prowadzenia pojazdów, rejestracji firmy, pracy na własny rachunek, niemożliwość uzyskania kredytu lub pożyczki, sprzedaży mieszkania, zakupu nieruchomości lub zabezpieczenia świadczeń socjalnych”. Brytyjskie MON podało, że rosyjskie oddziały powietrznodesantowe na Ukrainie otrzymały systemy TOS-1A, co wskazywało na przyszłą rolę tych wojsk w operacjach ofensywnych. Zdaniem Ministerstwa TOS-1A, który Rosja określa jako „ciężki miotacz ognia”, jest zazwyczaj obsługiwany przez oddziały ochrony chemicznej, biologicznej i radiologicznej na Ukrainie i do tej pory nie wchodził w skład uzbrojenia WDW. Według ISW siły rosyjskie przeprowadziły ograniczone ataki wzdłuż linii Swatowe–Kreminna i kontynuowały ataki na linii Awdijiwka–Donieck. Rosjanie kontynuowali także zdobycze terytorialne w Bachmucie i jego okolicach oraz kontynuowali działania obronne w obwodach chersońskim i zaporoskim.
Ukraina i Rosja przeprowadziły wymianę jeńców: 106 rosyjskich żołnierzy wymieniono na 100 Ukraińców, z których niektórzy potrzebowali pomocy medycznej.

### 11 kwietnia
Ukraiński Sztab poinformował, że mimo ciężkich strat, Rosja koncentrowała swoje główne wysiłki na atakach w kierunkach Łymanu, Bachmutu, Awdijiwki i Marjinki, gdzie siły ukraińskie odparły 72 ataki. W kierunku łymańskim Rosjanie prowadzili nieudane ataki w pobliżu Biłohoriwki i Spirnego. W kierunku bachmuckim kontynuowano walki o Bachmut oraz prowadzono nieudane ataki w okolicy Bohdaniwki. W kierunkach awdijiwskim i marjinskim siły rosyjskie prowadziły bezskuteczne ataki w rejonie Awdijiwki, Perwomajskiego, Niewelskiego i Marjinki, gdzie trwały najcięższe walki. W ciągu ostatniej doby Rosjanie przeprowadzili jeden atak rakietowy, 21 nalotów i 33 ostrzały na pozycje ukraińskie i infrastrukturę cywilną. Lotnictwo ukraińskie dokonało 13 nalotów na miejsca koncentracji wojsk, z kolei artyleria ostrzelała pięć miejsc koncentracji i dwie stacje walki radioelektronicznej. Wiceminister obrony Hanna Malar stwierdziła, że Rosja „skoncentrowała swoje główne wysiłki na Bachmucie, więc my w zamian musimy skoncentrować tam nasze, aby powstrzymać wroga. W rzeczywistości Bachmut wziął na siebie główny ciężar rosyjskich ataków na wschodzie, a opuszczenie miasta oznaczałoby wpuszczenie wroga w głąb kraju”.
Premier Denys Szmyhal w rozmowie z dziennikiem The Hill zapowiedział, że kontrofensywa sił ukraińskich przeciwko wojskom rosyjskim może rozpocząć się latem br. Dodał także, że nie odczuwali presji ze strony partnerów zagranicznych w tej kwestii, jednak „największa presja na rozpoczęcie kontrofensywy pochodziła ze strony społeczeństwa Ukrainy”. Z kolei szef Rady Bezpieczeństwa Narodowego i Obrony Ołeksij Daniłow stwierdził, że decyzja o rozpoczęciu kontrofensywy zostanie podjęta w ostatniej chwili. Według niego Ukraina jest w stałym kontakcie z sojusznikami, takimi jak Stany Zjednoczone, Wielka Brytania, Niemcy i Polska, lecz „dane o prowadzeniu pewnych operacji, liczbie zaangażowanych jednostek i kierunkach akcji – to informacje całkowicie tajne”.
Troels Lund Poulsen, pełniący obowiązki ministra obrony Danii, powiedział, że jego kraj ma nadzieję dostarczyć Ukrainie „około 100” czołgów Leopard 1 A5 „przed latem”.
Według brytyjskiego MON w ostatnich tygodniach Rosja kontynuowała rozbudowę zapór obronnych w obwodzie zaporoskim, za który prawdopodobnie odpowiadało rosyjskie Południowe Zgrupowanie. Ukończono tworzenie trzech linii obronnych na długości ok. 120 km, które składały się z wysuniętych pozycji bojowych w pierwszej linii, a następnie dwóch stref niemal ciągłej, bardziej rozbudowanej obrony; każda strefa znajdowała się ok. 10–20 km za poprzednią. Zdaniem Ministerstwa „Rosja włożyła znaczny wysiłek w prace obronne, ponieważ była przekonana, że Ukraina rozważa atak na Melitopol. Zapory mają potencjał, aby być znaczącymi przeszkodami, ale ich użyteczność niemal całkowicie zależy od tego, czy będą odpowiednio wspierane przez artylerię i personel”. ISW potwierdziło, że oddziały 76 Dywizji Desantowo-Szturmowej (znajdującej się ok. 4 km na południe od Kreminnej), które odniosły pewne postępy pod Kreminną, były wyposażone w system z pociskami termobarycznymi TOS-1A. Tymczasem siły rosyjskie prawdopodobnie utrzymywały pozycje na północny wschód od Kupiańska i zdobyły tereny leśne na południe od Kreminnej. Rosjanie przeprowadzili ataki w Bachmucie i wokół niego oraz wzdłuż linii Awdijiwka–Donieck, z kolei na południu Ukrainy kontynuowali działania obronne.
OSW podał, że główna ukraińska linia obrony w Bachmucie przebiega wzdłuż linii kolejowej oddzielającej centrum od zachodniej części miasta. Trwały walki o Chromowe na zachodnich obrzeżach miasta, przez które dociera zaopatrzenie dla Ukraińców, oraz na północny wschód od miejscowości Czasiw Jar. Ze zmiennym dla obu stron powodzeniem były kontynuowane starcia na południe od Kreminnej, a także na północny zachód od miasta, gdzie Rosjanie starali się osiągnąć linię rzeki Żerebeć. Wojska rosyjskie podobno odnotowały nieznaczne postępy na północ od Awdijiwki oraz na północnych i południowych obrzeżach Marjinki. Głównym celem rosyjskich ataków rakietowych pozostawało zaplecze sił ukraińskich w obwodzie donieckim; pociski spadły m.in. na Konstantynówkę i Kramatorsk. Rosjanie przeprowadzili także kolejny atak na Zaporoże i Wełykyj Burłuk. Rosyjskie artyleria i lotnictwo kontynuowały ostrzał i bombardowania wzdłuż linii frontu i w rejonach przygranicznych. W ostatnich dniach wzrosła częstotliwość ostrzału Chersonia i innych miejscowości lewobrzeżnej części obwodu chersońskiego.

### 12 kwietnia
SG Ukrainy podał, że pomimo licznych strat FR koncentrowała na atakach w kierunkach Łymanu, Bachmutu, Awdijiwki i Marjinki, gdzie odparto ponad 45 ataków. W kierunku łymańskim Rosjanie przeprowadzili nieudane ataki w rejonie Biłohoriwki. W kierunku bachmuckim nadal trwały walki o Bachmut i prowadzono bezskuteczne ataki na północ od Chromowego oraz w okolicach Bohdaniwki i Predteczyny. W kierunkach awdijiwskim i marjinskim Rosja prowadziła nieudane ataki w okolicach Siewiernego, Marjinki, Pobiedy i Nowomychajliwki; najcięższe walki toczyły się o Marjinkę. W ciągu 24h Rosjanie przeprowadzili dwa ataki rakietowe, 32 naloty i ponad 40 ostrzałów z systemów rakietowych na pozycje ukraińskie i infrastrukturę cywilną (odnotowano zabitych i rannych wśród cywilów); m.in. dwa rosyjskie pociski wystrzelone z systemu S-300 trafiły w obiekt cywilny w Słowiańsku. Ukraińskie lotnictwo dokonało sześciu nalotów na miejsca koncentracji, natomiast artyleria zaatakowała kolejne cztery miejsca koncentracji, dwa składy amunicji i stację radiolokacyjną. Rosja nadal nasilała działania kontrwywiadowcze na zajętych terytoriach. W miejscowości Grafske w rejonie wołnowaskim zwiększono liczbę patroli i punktów kontrolnych, gdzie aktywnie prowadzono działania filtrujące miejscowej ludności. Z kolei w Błahodatnym, gdzie obawiano się wycieku informacji o lokalizacji jednostek okupacyjnych, zaczęto ograniczać trasy przejazdu taksówek, a okoliczni mieszkańcy byli wpuszczani do miejscowości tylko jeśli posiadali meldunek.
Dzień wcześniej Jewgienij Prigożyn oświadczył, iż Rosjanie kontrolowali ponad 80% powierzchni Bachmutu, w tym centrum administracyjne miasta oraz znajdujące się w nim fabryki i budynki władz. Jednak te doniesienia zostały zdementowane przez rzecznika Wschodniego Zgrupowania SZ Ukrainy Serhija Czerewatego, który stwierdził: „Właśnie rozmawiałem z dowódcą jednej z brygad broniących miasta. I mogę z przekonaniem powiedzieć, że siły ukraińskie kontrolują znacznie większy procent terytorium Bachmutu”.
Według dokumentów amerykańskich służb specjalnych w lutym i marcu 2023 roku na Ukrainie przebywały brytyjskie, francuskie i amerykańskie siły specjalne; łącznie 97 żołnierzy, w tym 50 brytyjskich. W opinii ISW próby rusyfikacji podejmowane przez władze rosyjskie na Ukrainie mogą mieć niezamierzone konsekwencje w Rosji, ponieważ nadal wzmacniają jawnie nacjonalistyczne głosy i ideologie. Tymczasem siły rosyjskie przeprowadziły ograniczone ataki w pobliżu Kreminnej i kontynuowały ataki w Bachmucie i wokół niego oraz wzdłuż linii Awdijiwka–Donieck. Rosjanie kontynuowali także budowę umocnień w obwodzie zaporoskim i na Krymie.
W sieci opublikowano nakręcony prawdopodobnie niedawno film, przedstawiający pozbawione głów ciała dwóch ukraińskich żołnierzy. Kolejny film, najwyraźniej z zeszłego lata, pokazywał ścięcie ukraińskiego żołnierza. Prezydent Wołodymyr Zełenski potępił te działania. Rzecznik Kremla Dmitrij Pieskow stwierdził, że autentyczność filmów wymaga weryfikacji.

### 13 kwietnia
Ukraiński Sztab podał, że siły rosyjskie skupiały się na atakach w kierunkach Łymanu, Bachmutu, Awdijiwki i Marjinki, gdzie najcięższe walki miały miejsce w Bachmucie i Marjince; Ukraińcy odparli 49 ataków. W kierunku łymańskim Rosjanie prowadzili nieudane ataki w pobliżu Dibrowej i Biłohoriwki. W kierunku bachmuckim trwały ciężkie walki o Bachmut oraz przeprowadzono bezskuteczne ataki w okolicy Bohdaniwki i Predteczyny. W kierunku marjinskim odparto liczne ataki w pobliżu Marjinki. W ciągu doby siły rosyjskie przeprowadziły 19 nalotów i 39 ostrzałów z wyrzutni rakietowych (odnotowano zabitych wśród cywilów). Ukraińskie lotnictwo dokonało trzech nalotów na miejsca koncentracji, natomiast artyleria uderzyła w trzy punkty kontrolne, trzy miejsca koncentracji, skład amunicji, stację radiolokacyjną i stację walki radioelektronicznej. Ponadto władze okupacyjne nadal nakładały na obywateli Ukrainy obowiązek posiadania rosyjskiego paszportu oraz zmuszały ludzi do przerejestrowywania pojazdów zgodnie z rosyjskim prawem w niektórych miejscowościach rejonu kachowskiego. Szczególnie zintensyfikowano działania na rzecz przyspieszenia wydawania paszportów na terenach obwodu donieckiego, gdzie departamenty służby migracyjnej Rosji pracowały bez dni wolnych.
Według doniesień rosyjscy żołnierze dotarli do centrum Bachmutu. W tym samym czasie rosyjskie Ministerstwo Obrony podało, że „desantowcy wspierali grupy szturmowe na flankach, blokując wysłanie do miasta rezerw armii ukraińskiej i możliwość wycofania jednostek wroga”, twierdząc, że otoczyli miasto. Szef Grupy Wagnera, Jewgienij Prigożyn, zaprzeczył temu oraz stwierdził, że ogłoszenie całkowitego okrążenia Bachmutu było przedwczesne. Armia ukraińska również natychmiast zaprzeczyła tym doniesieniom, zapewniając, że nadal zaopatruje swoje wojska i zadaje codzienne straty Rosji. Serhij Czerewaty oświadczył, że w mieście „trwały zacięte walki, w tym walki uliczne i sytuacja była dynamiczna; nie jest prawdą, że wojska ukraińskie zostały prawie okrążone przez siły rosyjskie”. Generał Ołeksij Hromow stwierdził, że w ciągu dwóch tygodni Rosjanie stracili w Bachmucie ponad 4,5 tys. zabitych i rannych. Dodał także, że każdego dnia przeprowadzano 40–50 prób szturmu i ponad 500 ostrzałów.
Brytyjskie Ministerstwo Obrony podało, że Ukraińcy w dalszym ciągu utrzymywali zachodnie dzielnice Bachmutu, jednak w ciągu 48h zostali intensywnie ostrzelani przez artylerię. Oddziały Grupy Wagnera nadal prowadziły ataki przez centrum miasta, podczas gdy rosyjskie wojska powietrznodesantowe odciążyły niektóre jednostki najemników, zabezpieczając północną i południową flankę. Ponadto siły ukraińskie borykały się z poważnymi problemami z zaopatrzeniem, lecz dokonały kontrolowanego wycofania z pozycji, z których zostały zmuszone do ustąpienia. Według ISW siły rosyjskie poczyniły niewielkie postępy w Bachmucie, przesuwając się na zachód w centrum miasta oraz nieznacznie dalej na południu i południowym zachodzie. Rosjanie podejmowali także ataki wzdłuż linii Awdijiwka–Donieck. Źródła ukraińskie i rosyjskie informowały o ciężkich walkach w Marjince. W obwodzie ługańskim wojska rosyjskie podejmowały ograniczone ataki wzdłuż linii Swatowe–Kreminna. Na południowym froncie Rosjanie nadal umacniali pozycje, przygotowując się na ukraińską kontrofensywę.
OSW poinformował, że w ostatnich dniach nie doszło do znacznych zmian na linii frontu, a główne walki toczyły się w okolicy Kreminnej, Bachmutu, Awdijiwki i Marjinki. W Bachmucie siły ukraińskie broniły się w zachodniej części miasta i powoli opuszczały kolejne budynki pod naporem Grupy Wagnera. Dużym utrudnieniem dla Ukraińców była deszczowa pogoda, która pogorszyła możliwości dowozu zaopatrzenia i ewakuacji za pomocą dróg gruntowych między Czasiw Jarem a Bachmutem. Rosjanie kontynuowali ostrzał miejscowości leżących w pobliżu granicy i w całej strefie przyfrontowej. W Chersoniu i okolicznych miejscowościach nad Dnieprem odnotowano zwiększoną aktywność rosyjskich dronów, zrzucających granaty na ukraińskie posterunki wojskowe i policyjne oraz terroryzujących ludność cywilną.
Rada Europejska postanowiła przekazać Ukrainie amunicję o wartości 1 mld euro. Zwiększyło to unijne wsparcie wojskowe do 4,6 mld euro. Rząd niemiecki zatwierdził wniosek eksportowy Polski na pięć myśliwców MiG-29 na Ukrainę; w 2002 roku Niemcy sprzedały Polsce 23 myśliwce MiG-29, z których kilkanaście nadal istniało. Polska ogłosiła, że przekaże Ukrainie całą swoją flotę MiG-ów, składającą się z ok. 30 samolotów. Przedstawiciel SG Ukrainy generał Ołeksij Hromow oświadczył, że Rosja planuje od czerwca br. rozpocząć seryjną produkcję nowych strategicznych rakiet manewrujących Ch-50 (pociski wystrzeliwane z samolotów o zasięgu do 1,5 tys. km), co pozwoli od jesieni zaktywizować ataki rakietowe na terytorium ukraińskie.
Dziennik The New York Times, powołując się na tajne dokumenty USA, które wyciekły do mediów, ujawnił, że rosyjska FSB oceniła w lutym straty rosyjskie na ok. 110 tys. zabitych i rannych żołnierzy. Natomiast według amerykańskich szacunków Rosja straciła 189,5–220 tys. żołnierzy (35–43 tys. zabitych i 154–80 tys. rannych), a Ukraina 124,5–131 tys. (15–17 tys. zabitych i 109–113 tys. rannych).

### 14 kwietnia

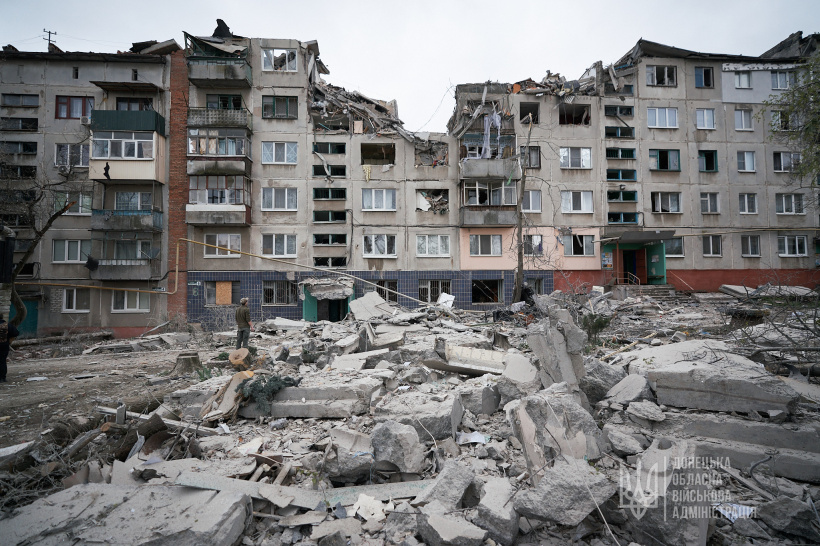
Blok mieszkalny w Słowiańsku po rosyjskim uderzeniu rakietami S-300; zginęło 11 osób, a 21 zostało rannych.

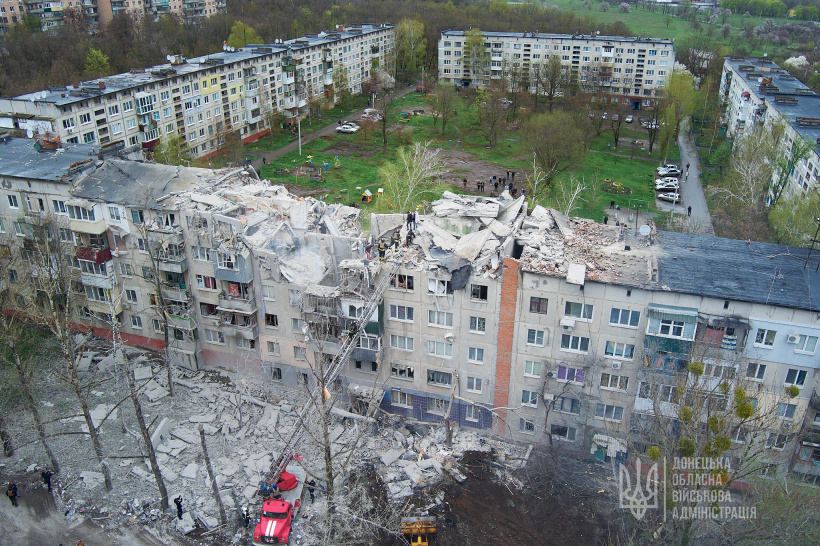
Blok mieszkalny w Słowiańsku po rosyjskim uderzeniu.

Według SG Ukrainy armia rosyjska koncentrowała się na atakach w kierunkach Łymanu, Bachmutu, Awdijiwki i Marjinki, gdzie najcięższe toczyły się w Bachmucie i Marjince; siły ukraińskie odparły 56 ataków. W kierunku łymańskim Rosjanie prowadzili nieudane ataki w pobliżu Dibrowej i Biłohoriwki. W kierunku bachmuckim trwały ciężkie walki o Bachmut. W kierunkach awdijiwskim i marjinskim prowadzono bezskuteczne ataki w okolicy Nowokalynowego, Pierwomajskiego i Marjinki, gdzie odparto liczne szturmy. W ciągu 24h Rosja przeprowadziła dziewięć nalotów i 19 ataków rakietowych, w tym 13 za pomocą systemu S-300 na miasta Słowiańsk i Kramatorsk, oraz 42 ataki z systemów rakietowych na pozycje ukraińskie i infrastrukturę cywilną (odnotowano zabitych i rannych wśród cywilów). Lotnictwo ukraińskie dokonało nalotów na pięć miejsc koncentracji, z kolei artyleria zaatakowała punkt kontrolny, trzy miejsca koncentracji i stację walki radioelektronicznej. W godzinach popołudniowych Rosjanie ostrzelali Słowiańsk siedmioma pociskami S-300; w wyniku uderzenia w blok mieszkalny zginęło 11 osób, a 21 zostało rannych. Według doniesień pod gruzami uwięzionych było pięć osób. Podczas ataku zniszczono jeden blok i uszkodzono ponad 30 innych, jak również szkołę, budynki administracyjne i liczne domy prywatne.
Duński rząd zapowiedział, że przekaże Ukrainie 19 haubic samobieżnych CAESAR. Ponadto osiem kanadyjskich czołgów Leopard 2 dotarło do Polski.
Według dokumentów amerykańskich służb wywiadowczych, rosyjskie siły specjalne (Specnaz i GRU) na Ukrainie miały wysoki wskaźnik ofiar; m.in. straty w 22 Samodzielnej Brygadzie Specnazu i dwóch innych brygadach wyniosły 90–95% stanów osobowych, z kolei 346 Samodzielna Brygada Specnazu „praktycznie przestała istnieć”; z 900 żołnierzy wysłanych do walk w Ukrainie pozostało tylko 125 zdolnych do walki. Zdaniem brytyjskiego MON rosyjska ustawa (przyjęta 11 kwietnia przez Dumę Państwową) ustanawiająca jednolity rejestr osób zdatnych do służby wojskowej nie zapowiadała nowej mobilizacji, lecz przyjęto ją z myślą o przyszłości, ponieważ Rosja spodziewała się długotrwałego konfliktu na Ukrainie. W ocenie ISW siły rosyjskie kontynuowały ograniczone ataki w rejonie Kreminnej, podczas gdy siły ukraińskie atakowały obszary na tyłach w obwodzie ługańskim. Rosjanie kontynuowali posuwanie się naprzód w Bachmucie i przeprowadzali ataki wzdłuż linii Awdijiwka–Donieck.
Według Organizacji Narodów Zjednoczonych ponad 740 cywilów zostało zabitych lub rannych przez miny lub inne materiały wybuchowe pozostawione od początku rosyjskiej inwazji. Według ukraińskiego rządu, ok. 160 tys. km² terytorium kraju (równowartość powierzchni dwa razy większej od Austrii) było zaminowane.

### 15 kwietnia
Sztab Ukrainy stwierdził, że mimo strat Rosjanie w dalszym ciągu atakowali w kierunkach Łymanu, Bachmutu, Awdijiwki i Marjinki, gdzie najcięższe walki miały miejsce w Bachmucie i Marjince; Ukraińcy odparli ponad 60 ataków. W kierunku łymańskim siły rosyjskie przeprowadziły nieudane ataki w pobliżu Dibrowej i Biłohoriwki. W kierunku bachmuckim kontynuowano walki o Bachmut oraz przeprowadzono nieudany atak w okolicy Chromowego. W kierunkach awdijiwskim i marjinskim prowadzono bezskuteczne ataki w okolicy Awdijiwki, Siewiernego i Marjinki, gdzie odparto liczne szturmy. W ciągu doby Rosjanie przeprowadzili sześć ataków rakietowych, 28 nalotów i 38 ostrzałów na pozycje ukraińskie i infrastrukturę cywilną. Ukraińskie lotnictwo zaatakowało 11 miejsc koncentracji i trzy przeciwlotnicze kompleksy rakietowe, z kolei artyleria ostrzelała cztery miejsca koncentracji (w tym artylerii), stację radiolokacyjną, dwie stacje walki radioelektronicznej, kompleks rakiet przeciwlotniczych i magazyn amunicji. Ponadto minister obrony FR podjął decyzję o przesunięciu rozpoczęcia procesu szkolenia oficerów na niektórych wyższych uczelniach wojskowych z 1 września na 1 grudnia. Zmniejszała się również liczba żołnierzy w jednostkach, którzy odbyli szkolenie na poligonach, co prawdopodobnie wiązało się z ciągłym wysyłaniem małych grup na tereny walk w celu uzupełnienia strat. W przestrzeni informacyjnej pojawił się list otwarty Grupy Wagnera ze swego rodzaju „zaproszeniem” do jej szeregów, ponieważ jednostki tej organizacji poniosły ciężkie straty w Bachmucie.
Według rosyjskiego Ministerstwa Obrony oddziały szturmowe Grupy Wagnera w Bachmucie, wspierane przez artylerię i wojska powietrznodesantowe, posuwały się naprzód, zmuszając wojska ukraińskie do odwrotu. Ukraińcy „następnie celowo niszczyli infrastrukturę i budynki mieszkalne w mieście, aby spowolnić postępy rosyjskie”. Według ISW siły rosyjskie przeprowadziły ograniczone ataki w pobliżu Kreminnej i prawdopodobnie przygotowywały się do obrony terytorium w kierunku Kupiańska. Rosjanie kontynuowali ataki w Bachmucie i wokół niego oraz wzdłuż linii Awdijiwka–Donieck. Kontynuowano także działania obronne na południu Ukrainy. Rosyjskie źródło opozycyjne poinformowało, że szef Ługańskiej Republiki Ludowej Leonid Pasiecznik podpisał dzień wcześniej dekret zezwalający na wiosenny i jesienny pobór do wojska w zajętym obwodzie ługańskim. Federalna Służba Bezpieczeństwa była prawdopodobnie zaangażowana w działania ukierunkowane na ukraińską młodzież na zajętych terytoriach w ramach przestrzegania prawa i działań kontrpartyzanckich.
Polska i Węgry zakazały importu zboża i innej żywności z Ukrainy „w celu ochrony lokalnego sektora rolnego”, ze względu na obniżenie cen żywności przez ukraińskie dostawy. Zakazy zostały skrytykowane przez ukraińskie Ministerstwo Polityki Rolnej i Żywności jako sprzeczne z dwustronnymi umowami eksportowymi, a Komisja Europejska stwierdziła, że „jednostronne działania są nie do przyjęcia”. Jarosław Kaczyński, lider PiS, powiedział, że Polska będzie nadal wspierać Ukrainę i jest gotowa do podjęcia rozmów w celu uregulowania tej kwestii.

### 16 kwietnia

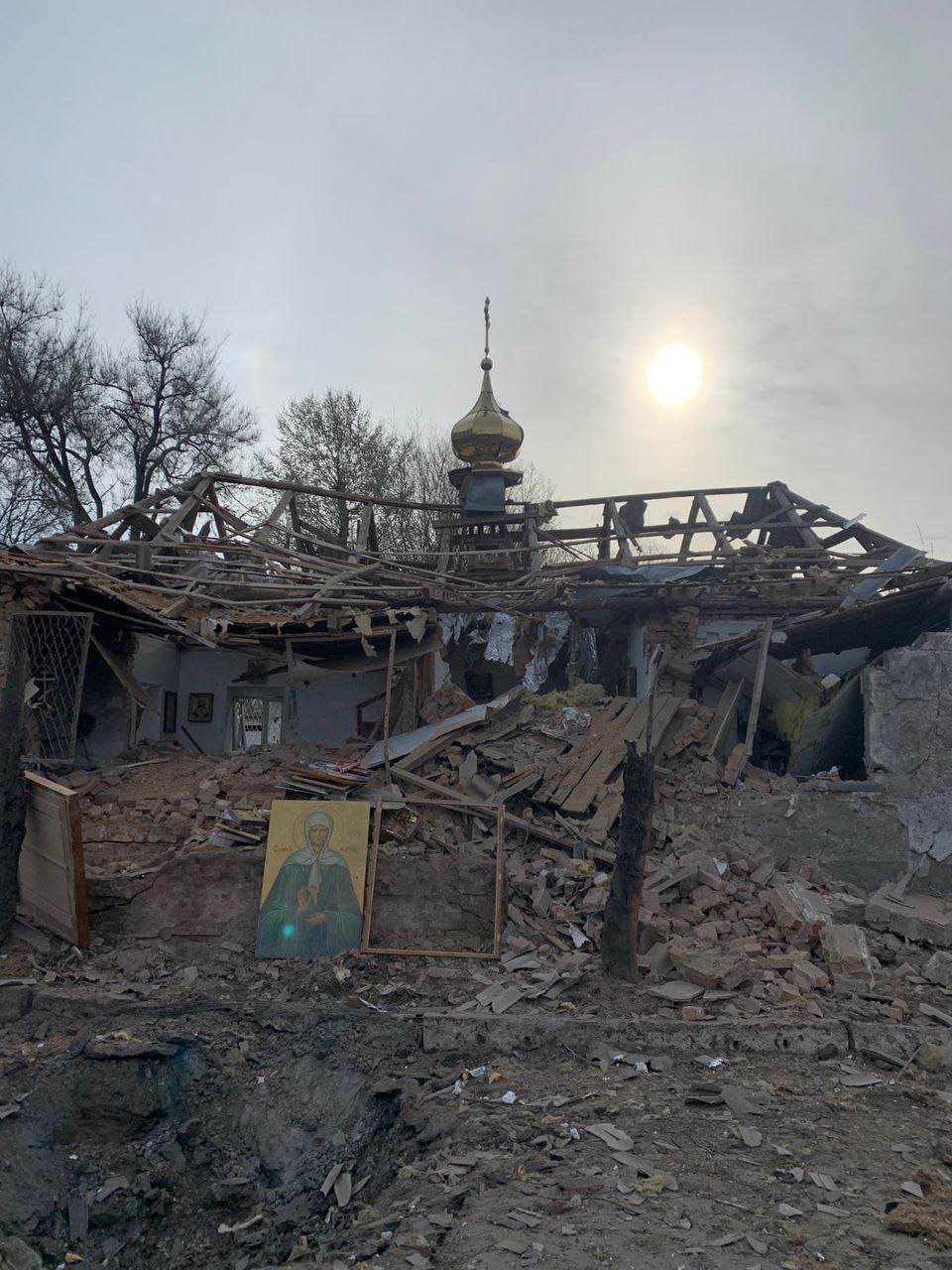
Cerkiew św. Michała Patriarchatu Moskiewskiego (1906) we wsi Komyszuwacha po rosyjskim ataku rakietowym w noc wielkanocną.

Według SG Ukrainy siły rosyjskie koncentrowały się na atakach w kierunkach Łymanu, Bachmutu, Awdijiwki i Marjinki (najcięższe walki trwały w Bachmucie i Marjince), aktywnie wykorzystując lotnictwo wojskowe; Ukraińcy odparli ponad 60 ataków. W kierunku łymańskim Rosjanie prowadzili nieudane ataki na północ od Hryhoriwki i w pobliżu Spirnego. W kierunku bachmuckim kontynuowano walki Bachmut oraz przeprowadzono nieudane ataki w rejonie Chromowego i Iwaniwskiego. W kierunkach awdijiwskim i marjinskim prowadzono bezskuteczne ataki w okolicy Nowokalinowego, Siewiernego, Wodiane, Pierwomajskiego i Marjinki, gdzie odparto liczne szturmy. W ciągu 24h Rosja przeprowadziła 42 naloty, 25 ataków rakietowych za pomocą S-300 m.in. na Zaporoże oraz 46 ostrzałów na pozycje ukraińskie i obiekty cywilne (odnotowano zabitych i rannych wśród cywilów oraz zniszczoną i uszkodzoną infrastrukturę). Lotnictwo Ukrainy dokonało sześciu nalotów na miejsca koncentracji i przeciwlotniczy kompleks rakietowy; artyleria uderzyła w stanowisko dowodzenia, kompleks rakiet przeciwlotniczych, miejsce koncentracji, magazyn paliw i smarów oraz dwa magazyny amunicji. Rzecznik ukraińskiej armii Ołeksij Dmytraszkiwski stwierdził, że Rosjanie „nadal atakowali pozycje ukraińskie na kierunkach Awdijiwki i Marjinki. W ciągu ostatniej doby przeprowadzili 27 ataków; wszystkie starcia odbyły się w rejonie Marjinki. Przeciwnik poniósł duże straty i wycofał się. (...) Stracił 12 jednostek sprzętu i do dwóch kompanii, zabitych bądź rannych”.
O godz. 2:20 czasu lokalnego Snihuriwka znalazła się pod rosyjskim ostrzałem rakietowym. W wyniku ostrzału jednego z osiedli zginęło dwóch nastolatków urodzonych w 2005 roku. Ponadto zostały uszkodzone budynki mieszkalne, placówka oświatowa i prywatne przedsiębiorstwo. W godzinach nocnych armia rosyjska zniszczyła rakietami S-300 cerkiew z 1906 roku, bibliotekę i dom modlitw we wsi Komyszuwacha.
W opinii ISW rosyjskie dowództwo zdawało się zwiększać udział wojsk powietrznodesantowych w operacjach ofensywnych na Ukrainie, a pod Bachmutem zacieśniało współpracę z Grupą Wagnera, pomimo tarć pomiędzy Jewgienijem Prigożynem z Ministerstwem Obrony. Obie strony potwierdziły w ostatnim czasie, że siły powietrznodesantowe pod Bachmutem osłaniały flanki na północy i południu, podczas gdy Grupa Wagnera atakowała miasto. Według ekspertów Prigożyn złagodził krytykę pod adresem władz wojskowych, a jego siły według nieoficjalnych doniesień otrzymały lepszy sprzęt, w tym czołgi T-90. Tymczasem siły rosyjskie przeprowadziły ograniczone ataki na południe od Kreminnej oraz kontynuowały ataki w Bachmucie i wzdłuż linii miasta Awdijiwka–Donieck. Rosjanie prawdopodobnie zintensyfikowali ostrzał artyleryjski w południowej Ukrainie. Ponadto rosyjscy zmobilizowani nadal publikowali publiczne skargi na rosyjskich dowódców, zarzucając im złe traktowanie.
Minister obrony Ołeksij Reznikow stwierdził, że straty armii ukraińskiej w wojnie z Rosją były mniejsze niż liczba ofiar trzęsienia ziemi w Turcji. Szef Kancelarii Prezydenta Andrij Jermak poinformował, że w ramach wymiany jeńców między Ukrainą i Rosją, zwolniono 130 żołnierzy ukraińskich, w tym funkcjonariuszy Straży Granicznej i Gwardii Narodowej, którzy trafili do niewoli w rejonie Bachmutu, Sołedaru, Zaporoża i Chersonia. Nie wiadomo, ilu rosyjskich żołnierzy wymieniono w zamian. Ukraińscy urzędnicy powiedzieli, że z terytorium kontrolowanego przez Rosję wydobyto szczątki ok. 85 zmarłych ukraińskich wojskowych.
Chiński minister obrony Li Shangfu spotkał się z prezydentem Władimirem Putinem w związku z doniesieniami o znajdowaniu przez siły ukraińskie coraz większej liczby chińskich komponentów w rosyjskiej broni oraz w sprawie wycieku tajnych dokumentów ze Stanów Zjednoczonych dotyczących rzekomych chińskich planów potajemnego zaopatrzenia Rosji w broń.

### 17 kwietnia
Sztab ukraiński poinformował, że FR skupiała się na atakach w kierunkach Kupiańska, Łymanu, Bachmutu, Awdijiwki i Marjinki (najcięższe walki trwały w Bachmucie i Marjince), wykorzystując lotnictwo wojskowe; siły ukraińskie odparły ponad 70 ataków. W kierunkach kupiańskim i łymanskim Rosjanie przeprowadzili nieudane ataki w okolicy Syńkiwki i na północ od Spirnego. W kierunku bachmuckim kontynuowano walki o Bachmut i przeprowadzono bezskuteczne ataki w pobliżu Iwaniwskiego i Predteczyny. W kierunkach awdijiwskim i marjinskim prowadzono nieudane ataki w okolicy Nowokalinowego, Siewiernego, Pierwomajskiego i Marjinki, gdzie odparto liczne szturmy. W ciągu doby Rosja przeprowadziła cztery ataki rakietowe, 41 nalotów i 57 ostrzałów z systemów rakietowych na pozycje ukraińskie i infrastrukturę cywilną (odnotowano rannych wśród cywilów). Lotnictwo Ukrainy dokonało 12 nalotów na miejsca koncentracji wojsk, z kolei artyleria zaatakowała kolejne dwa miejsca koncentracji i stację walki radioelektronicznej. Szef wywiadu wojskowego Ukrainy generał Kyryło Budanow stwierdził, że „w Rosji nie ma potencjału ofensywnego do przeprowadzenia strategicznej operacji ofensywnej. I w najbliższym czasie nie będzie. Rosja przeszła do strategicznej operacji obronnej”, aby utrzymać zajęte terytoria. Według niego wyjątkiem były dwa odcinki frontu, na których siły rosyjskie prowadziły ofensywę, tj. Bachmut i Awdijiwka.
Wiceminister obrony Hanna Malar podała, że „Bachmut i Marjinka pozostawały w epicentrum działań wojennych”, dodając, że Rosjanie „po prostu równali z ziemią budynki w Bachmucie”, jednak mimo tego żołnierze ukraińscy wciąż bronili miasta. Według brytyjskiego Ministerstwa Obrony trwały ciężkie walki wzdłuż całej linii frontu w Donbasie, lecz prawdopodobnie Rosja zredukowała liczebność oddziałów i zmniejszyła ofensywę wokół Doniecka, aby przekierować siły do Bachmutu, gdzie wojska rosyjskie i Grupa Wagnera kontynuowały „pełzające postępy”. Linia frontu w centrum miasta przebiegała wzdłuż linii kolejowej, a Ukraina zatrzymywała rosyjskie okrążenie od południa wzdłuż ulicy Korsunskiego. W opinii ISW Grupa Wagnera uzupełniała skład osobowy, dostała amunicję i wsparcie polityczne, ponieważ Kreml prawdopodobnie chce zdobycia Bachmutu przed 9 maja, gdy Rosja obchodzi Dzień Zwycięstwa. Tymczasem Rosjanie przeprowadzili ograniczone ataki na północny wschód od Kupiańska i na południe od Kreminnej. Siły rosyjskie poczyniły dalsze postępy w Bachmucie i kontynuowały ataki naziemne wzdłuż linii miasta Awdijiwka–Donieck oraz kontynuowały działania obronne na południu Ukrainy.
Według OSW sytuacja na froncie niewiele się zmieniła, a rozmoknięte pola i drogi gruntowe znacznie ograniczyły możliwości prowadzenia przez Rosjan działań zaczepnych poza terenem zabudowanym. Grupa Wagnera nieustannie atakowała pozycje ukraińskie w zachodniej części Bachmutu, lecz nie odnosiła znaczących sukcesów. W ostatnich dniach doszło do intensyfikacji rosyjskich ostrzałów i ataków rakietowych na obiekty cywilne. Siły rosyjskie ostrzeliwały miejscowości położone nad Dnieprem, od Zaporoża aż do ujścia; przede wszystkim Nikopol, Berysław i Chersoń. Rosjanie używali także kierowanych bomb lotniczych, m.in. w przygranicznych rejonach obwodów czernihowskiego i sumskiego.
Słowacja zakazała importu zboża z Ukrainy po podobnej decyzji Polski i Węgier z 15 kwietnia.
Prezydent Władimir Putin odwiedził dowódców wojskowych w obwodzie chersońskim i żołnierzy w Ługańsku. W Ługańsku wręczył żołnierzom „kopie ikon w prezencie” na rosyjską prawosławną Wielkanoc, która przypadała 16 kwietnia. Chociaż rzecznik Kremla Dmitrij Pieskow powiedział, że wizyta odbyła się 17 kwietnia, prezydent Putin powiedział, że „zbliża się” Wielkanoc.

### 18 kwietnia
SG Ukrainy podał, że Rosjanie koncentrowali się na atakach w kierunkach Łymanu, Bachmutu, Awdijiwki i Marjinki (najcięższe walki trwały w Bachmucie i Marjince), gdzie siły ukraińskie odparły ponad 60 ataków. W kierunku łymanskim Rosjanie, próbując poprawić pozycję taktyczną, przeprowadzili nieudane ataki w okolicy Dibrowej. W kierunku bachmuckim kontynuowano ciężkie walki o Bachmut oraz odparto atak w pobliżu Stupoczek. W kierunkach awdijiwskim i marjinskim siły rosyjskie prowadziły nieudane ataki w okolicy Stepowego, Berdyczowa, Awdijiwki, Siewiernego, Perwomajskiego, Niewelskiego i Marjinki, gdzie odparto liczne szturmy. W ciągu 24h armia rosyjska przeprowadziła cztery ataki rakietowe, 60 nalotów i 58 ostrzałów z wyrzutni rakietowych (odnotowano rannych wśród cywilów). Lotnictwo ukrainskie dokonało 11 nalotów na miejsca koncentracji i dwa na stanowiska przeciwlotnicze, natomiast artyleria uderzyła kolejne trzy miejsca koncentracji i stację walki radioelektronicznej. Ponadto na zajętym obszarze obwodu chersońskiego Rosjanie kontynuowali minowanie terenu, zwiększając zdolności obronne. Minowano również obszary wodne rzek Konka i Dniepr. Zdarzały się przypadki, że okoliczni mieszkańcy zostali wysadzeni w powietrze przez miny podczas próby wydostania się do wody.
Ukraińskie źródła podały, że jedna osoba zginęła, a co najmniej 10 zostało rannych w wyniku rosyjskiego ostrzału rynku w Chersoniu. Ostrzelano także Orichiw w rejonie Zaporoża, jednak nie odnotowano ofiar. W godzinach porannych Rosjanie ostrzelali za pomocą artylerii miasto Ukrajinśk, gdzie osiem osób zostało rannych oraz zostały uszkodzone trzy wielopiętrowe bloki mieszkalne i 18 pawilonów handlowych lokalnego rynku. Według ukraińskich relacji zarejestrowano 64 rosyjskie naloty, z których większość była w kierunku Odessy.
Prezydent Wołodymyr Zełenski złożył pierwszą wizytę w wysuniętych pozycjach sił ukraińskich w ogarniętym walkami mieście Awdijiwka. Stwierdził, że od czasu inwazji powróciło z niewoli rosyjskiej 2235 ukraińskich jeńców wojennych. Według ISW celem wizyty Putina na froncie było przedstawienie go jako lidera wojennego i publiczne wskazanie „potencjalnych kozłów ofiarnych” przed planowaną kontrofensywą ukraińską. Zdaniem ekspertów Putin, źródła na Kremlu i blogerzy wojenni coraz intensywniej rozważali perspektywę kontrofensywy ukraińskiej jako prawdopodobną, w wyniku czego Kreml zaczął przygotowywać przestrzeń informacyjną w kraju na nadchodzące klęski militarne. Tymczasem siły rosyjskie przeprowadziły ograniczone ataki na północny wschód od Kupiańska i wzdłuż linii Swatowe–Kreminna oraz nadal zdobywały Bachmut i przeprowadzały ataki wzdłuż linii miasta Awdijiwka–Donieck. Ukraińscy urzędnicy podali, że Rosjanie kontynuowali przygotowania obronne na południu Ukrainy.
Ukraińskie dowództwo wojskowe wprowadziło przepisy dotyczące dostępu dziennikarzy na obszary wojenne. Przepisy, dzielące sporne tereny na trzy strefy (według kolorów sygnalizacji świetlnej), stanowiły, że dziennikarze mogli wchodzić tylko na określone tereny frontowe (oznaczone na żółto) z oficerem prasowym i informacyjnym. Na niektórych obszarach (zaznaczonych na czerwono) obowiązywał zakaz wstępu. Z kolei na terenach oznaczonych kolorem zielonym dziennikarze mogli przebywać bez ograniczeń. Dowództwo armii powoływało się na względy bezpieczeństwa dla wprowadzenia zakazu wjazdu na Ukrainę, na której nadal obowiązuje stan wojenny.
Ministerstwo Spraw Wewnętrznych Ukrainy poinformowało, że stworzyło internetową bazę danych żołnierzy rosyjskich i prorosyjskich separatystów poległych na Ukrainie. Wówczas zidentyfikowano imiennie 56 827 „przedstawicieli Rosji” zabitych na Ukrainie, także według miejsca i daty śmierci.

### 19 kwietnia
Według Sztabu Ukrainy Rosjanie koncentrowali się na atakach w kierunkach Łymanu, Bachmutu, Awdijiwki, Marjinki i Szachtarska (najcięższe walki toczyły się w Bachmucie i Marjince), gdzie odparto ponad 55 ataków. W kierunku łymańskim siły rosyjskie prowadziły nieudane ataki na południowych obrzeżach Kreminnej i Leśnictwa Serebriańsk. W kierunku bachmuckim trwały ciężkie walki o Bachmut oraz odparto ataki w okolicy Chromowego. W kierunku awdijiwski prowadzono bezskutecznie ataki w rejonie Awdijiwki, Wodiane i Pierwomajskiego. W kierunku marjińskim Ukraińcy odparli liczne ataki w pobliżu Marjinki i Pobiedy. W kierunku szachtarskim przeprowadzono nieudane ataki w kierunku Wuhłedaru. W ciągu doby Rosja przeprowadziła trzy ataki rakietowe, 57 nalotów i 69 ostrzałów na pozycje ukraińskie i tereny zaludnione (odnotowano zabitych i rannych wśród cywilów oraz zniszczone obiekty cywilne). Ukraińskie lotnictwo dokonało siedmiu nalotów na miejsca koncentracji wojsk; artyleria ostrzelała kolejne dwa miejsca koncentracji i dwa magazyny amunicji. SG podał także w jednostkach rosyjskiej formacji „Newski”, biorących udział w walkach w obwodzie donieckim, rosyjscy żołnierze mieli niskie morale i stan psychiczny, czego głównymi czynnikami były duże straty osobowe, nieterminowe dostarczanie amunicji, niepewność co do warunków uzupełnienia personelu jednostek, które poniosły straty bojowe. Wzrastała liczba chętnych do opuszczenia swoich jednostek i ucieczki z frontu do FR.
Obwód chersoński został ostrzelany przez siły rosyjskie 60 razy, w wyniku czego zostały zniszczone dzielnice mieszkalne, budynek infrastruktury krytycznej i teren przedsiębiorstwa samochodowego w Chersoniu. Armia ukraińska poinformowała, że zestrzelono 21 z 26 dronów kamikadze Shahed 136, w tym nad ranem zestrzelono 10 z 12 dronów nad Odessą i później sześć w rejonie Dniepru. Pułkownik Dmytro Zaworotniuk, dowódca brygady Sił Obrony Terytorialnej walczącej w okolicach Bachmutu, stwierdził, że: „Trzeba utrzymać Bachmut! Tam powstrzymujemy i rozbijamy znaczne siły najeźdźców rosyjskich, którzy w wypadku naszego odwrotu będą rzuceni na inne kierunki i podejmą dalsze ataki na miasta ukraińskie”. Dodał także, że Rosjanie atakowali przeważnie małymi grupami po 5-6 ludzi, którzy pod osłoną artylerii próbowali przenikać do ukraińskich formacji bojowych i nawiązać walkę na bliskim dystansie.
Minister obrony Ołeksij Reznikow i wiceminister obrony generał Ołeksandr Pawluk potwierdzili, że systemy obrony powietrznej MIM-104 Patriot ze Stanów Zjednoczonych, Niemiec i Holandii przybyły na Ukrainę. Stany Zjednoczone zapowiedziały kolejny pakiet pomocy wojskowej dla Ukrainy o wartości 325 milionów dolarów, który będzie obejmował m.in. amunicję do M142 HIMARS, pociski artyleryjskie 155 mm i 105 mm, broń przeciwpancerną AT-4, miny przeciwpancerne i cztery pojazdy logistyczne.
Brytyjskie Ministerstwo Obrony podało, że w komunikacie prasowym wydanym przez Kreml 18 kwietnia br. po raz pierwszy wspomniano o „Grupie Sił Dniepr”. W opinii Ministerstwa istnienie nowej grupy sił „sugerowało, że pierwotna organizacja wojsk uległa ewolucji, prawdopodobnie z powodu ciężkich strat. Misją Grupy Sił Dniepr będzie prawdopodobnie obrona południowego sektora strefy okupowanej, a zwłaszcza południowo-zachodniej flanki, którą obecnie wyznacza rzeka Dniepr”. Według ISW siły rosyjksie w dalszym ciągu używały dronów Shahed i innej nieprecyzyjnej broni, aby zrekompensować ograniczone zasoby pocisków precyzyjnych. Wiceminister obrony Hanna Malar poinformowała, że siły ukraińskie prowadziły już pewne działania kontrofensywne. Źródła rosyjskie twierdziły, że Ukraińcy przeprowadzili ograniczone ataki w obwodzie zaporoskim. Z kolei siły rosyjskie przeprowadziły ograniczone ataki w pobliżu Kreminnej oraz kontynuowały ataki w okolicach Bachmutu, wzdłuż linii Awdijiwka–Donieck oraz w zachodnim obwodzie donieckim. Ponadto rosyjscy urzędnicy i władze okupacyjne kontynuowały wysiłki na rzecz dalszej integracji zajętych terytoriów z rosyjskim systemem gospodarczym.
Yoon Suk-yeol, prezydent Korei Południowej, zapowiedział, że wyśle pomoc wojskową na Ukrainę, jeśli Rosja przeprowadzi kolejne masowe ataki na ludność cywilną na Ukrainie. Dmitrij Miedwiediew, zastępca sekretarza Rady Bezpieczeństwa i były prezydent Rosji, w odpowiedzi zagroził Korei, mówiąc, że jeśli Korea Południowa wyśle pomoc wojskową na Ukrainę, Rosja odpowie wysłaniem pomocy wojskowej do Korei Północnej na zasadzie „quid pro quo”. Prezydent Yoon porównał wojnę na Ukrainie z wojną koreańską z lat 1950–1953 oraz to, jak społeczność międzynarodowa wspierała Koreę Południową.

### 20 kwietnia
Ukraiński SG podał, że Rosja, kosztem ciężkim strat, koncentrowała się na atakach w kierunkach Łymanu, Bachmutu, Awdijiwki, Marjinki (najcięższe walki toczyły się w Bachmucie), gdzie Ukraińcy odparli ponad 60 ataków. W kierunku łymańskim siły rosyjskie prowadziły nieudane ataki w rejonie Leśnictwa Serebriańsk. W kierunku bachmuckim trwały ciężkie walki o Bachmut. W kierunku awdijiwskim prowadzono bezskuteczne ataki w okolicach Kamjanki, Perwomajskiego i Newelskiego. W kierunki marjińskim Ukraińcy odparli liczne ataki w pobliżu Marjinki i Pobiedy. W ciągu 24h FR przeprowadziła 23 naloty, w tym ok. 10 za pomocą dronów Shahed 136 (osiem zostało zestrzelonych przez obronę przeciwlotniczą) oraz 49 ostrzałów na pozycje ukraińskie i tereny zaludnione (odnotowano zabitych i rannych wśród cywilów oraz zniszczone obiekty cywilne). Ukraińskie lotnictwo i artyleria uderzyły łącznie w 11 miejsc koncentracji wojsk rosyjskich. Rosjanie ostrzelali tereny przygraniczne obwodu czernihowskiego, w wyniku czego zginęła jedna osoba, a kilka zostało rannych.
Przedstawiciel ukraińskiego wywiadu Andrij Jusow stwierdził, że „rosyjskie wojska wciąż mogą prowadzić działania zaczepne o charakterze taktycznym, ale ich szumnie zapowiadana zimowa ofensywa zakończyła się fiaskiem”, dodał jednak, że to „nie oznacza, że wróg został rozbity i nie stanowi dla nas zagrożenia. Wciąż dysponuje dużą liczbą żołnierzy, potencjałem mobilizacyjnym i poważnymi zasobami uzbrojenia, nawet jeśli jest ono przestarzałe”.
Dania i Holandia ogłosiły przekazanie Ukrainie 14 czołgów Leopard 2, które zostaną dostarczone w pierwszym kwartale 2024 roku.
Według brytyjskiego MON istnieje duże prawdopodobieństwo, że rozmokły grunt na większości obszaru Ukrainy spowolnią działania obu stron. W najbliższych tygodniach warunki terenowe prawdopodobnie ulegną poprawie, natomiast ważniejszym czynnikiem ograniczającym manewrowanie wojsk będzie zagrożenie minami. W opinii ISW siły rosyjskie kontynuowały ograniczone ataki w rejonie Kreminnej, z kolei źródła rosyjskie podały, że Ukraińcy kontynuowali działania rozpoznawcze na północny zachód od Swatowego. Rosjanie kontynuowali ataki w okolicach Bachmutu, wzdłuż linii Awdijiwka–Donieck oraz w zachodnim obwodzie donieckim. Kontynuowali także przygotowania obronne na południowej Ukrainie w obawie przed ewentualną ukraińską kontrofensywą. Ponadto rosyjskie władze okupacyjne w dalszym ciągu atakowały ukraińską młodzież, aby skonsolidować społeczną kontrolę nad zajętymi terenami.
Sekretarz generalny NATO Jens Stoltenberg odwiedził Ukrainę po raz pierwszy od początku wojny, z kolei prezydent Zełenski otrzymał zaproszenie do udziału w szczycie NATO w Wilnie w 2023 roku.
Około 22:15 czasu moskiewskiego rosyjski naddźwiękowy samolot Su-34 wykonywał lot nad miastem Biełgorod i przypadkowo „uwolnił amunicje lotniczą”, powodując eksplozję i raniąc trzy osoby. Według gubernatora obwodu biełgorodzkiego Wiaczesława Gładkowa w centrum miasta doszło do eksplozji, w wyniku której powstał krater o średnicy 20 m oraz zostały uszkodzone cztery budynki i cztery samochody. Sekretarz Rady Bezpieczeństwa Narodowego i Obrony Ukrainy Ołeksij Daniłow stwierdził, że „rosyjska armia okupacyjna kontynuuje prowokacyjne ostrzały własnych miast, aby zastraszyć cywilów i zaostrzać eskalację”.

### 21 kwietnia

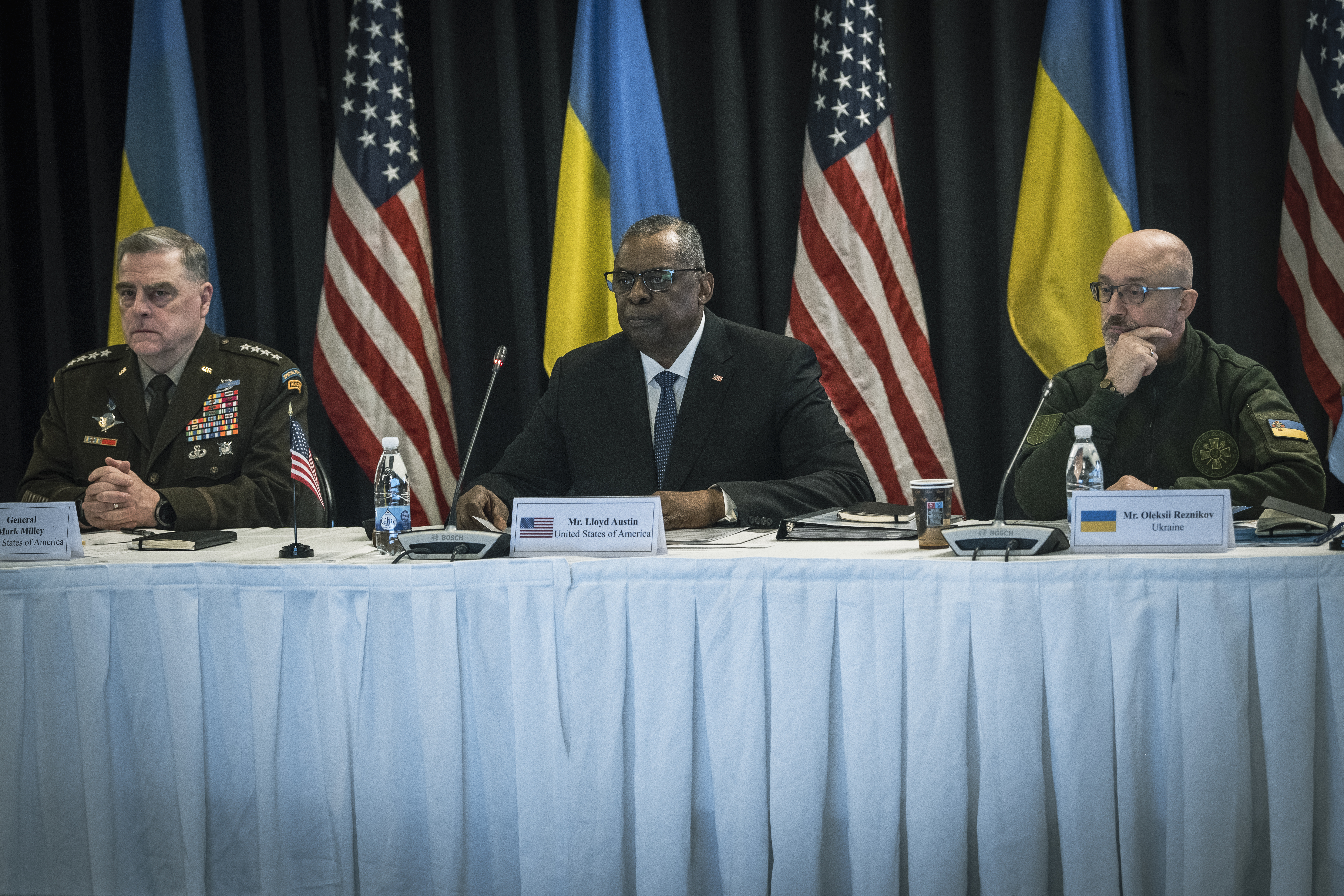
Przewodniczący Kolegium Połączonych Szefów Sztabów generał Mark Milley, sekretarz obrony Lloyd Austin i minister obrony Ołeksij Reznikow na 11. spotkaniu Grupy Kontaktowej ds. obrony Ukrainy w bazie lotniczej Ramstein.

Według SG Ukrainy Rosjanie skupiali się na atakach w kierunkach Bachmutu, Awdijiwki, Marjinki i Szachtarska (najcięższe walki toczyły się w Bachmucie), gdzie siły ukraińskie odparły 53 ataki. W kierunku łymańskim przeprowadzono nieudane ataki w kierunku Biłohoriwki. W kierunku bachmuckim trwały zacięte walki o Bachmut oraz przeprowadzono nieudane ataki w okolicach Hryhoriwki i Bohdaniwki. W kierunku awdijiwskim i marjińskim Rosja prowadziła bezskuteczne ataki w rejonie Nowokalynowego, Stepowego, Pierwomajskiego, Newelskiego i Marjinki. W kierunku szachtarskim przeprowadzono w nocy nieudany atak w pobliżu Wuhłedaru. W ciągu doby Rosjanie przeprowadzili trzy ataki rakietowe, 30 nalotów i 50 ostrzałów z systemów rakietowych. Ukraińskie lotnictwo dokonało pięciu nalotów na miejsca koncentracji, z kolei artyleria zaatakowała dwa miejsca koncentracji i przeciwlotniczy kompleks rakietowy. Sztab poinformował także, że 17 kwietnia br. siły rosyjskie próbowały przeprowadzić ewakuację medyczną z obwodu ługańskiego w kierunku miejscowości Urazowo. Do transportu rannych użyto 14 ciężarówek. Przy próbie przekroczenia granicy państwowej Ukrainy na terytorium FR strona rosyjska z pewnych powodów nie przepuściła konwoju i zawróciła go. W wyniku tego część żołnierzy nie przeżyła z powodu braku odpowiedniej opieki medycznej. Kolejna część ciężko rannych, ponad 50 osób, została przewieziona do Troickiego Centralnego Szpitala Rejonowego. Wojsko rosyjskie wystrzeliło 235 pocisków z ciężkiej artylerii na terytorium obwodu chersońskiego; nie było ofiar śmiertelnych ani rannych.
Powołana w wyniku wojny Grupa Kontaktowa ds. Pomocy Ukrainie, zrzeszająca ponad 50 państw, spotkała się po raz 11. w ramach formatu Ramstein. Przed tym spotkaniem Ukraina ponownie poprosiła o zachodnie myśliwce. Niemcy, Ukraina i Polska podpisały porozumienie ws. utworzenia przy polsko-ukraińskiej granicy punktu naprawczego dla czołgów Leopard 2. Pistorius powiedział, że prawdopodobnie „pod koniec przyszłego miesiąca” punkt ten rozpocznie swoją działalność. Sekretarz generalny NATO Jens Stoltenberg, powiedział, że „wszyscy sojusznicy NATO zgodzili się, aby Ukraina została członkiem”, jednak dopiero po zakończeniu wojny z Rosją. Niemiecki minister obrony Boris Pistorius powiedział, że to nie jest czas na podejmowanie decyzji o członkostwie Ukrainy.
W ocenie ISW tymczasowy rozejm i rozciągnięcie wojny w czasie będą sprzyjać Rosji, umożliwiając jej odnowienie swoich sił i osłabienie zachodniego wsparcia dla Ukrainy. Z kolei odnotowana w ostatnich dniach intensyfikacja ataków dronów na Ukrainę, w tym na Kijów, była prawdopodobnie związana z otrzymaniem przez Rosję nowej partii bezzałogowców od Iranu. Tymczasem Rosjanie przeprowadzili ograniczone ataki wzdłuż linii Kupiańsk–Swatowe–Kreminna oraz nadal posuwali się naprzód w Bachmucie i wokół niego. Siły rosyjskie kontynuowały ataki na odcinku awdijiwsko-donieckim i przeprowadziły ograniczony atak w zachodnim obwodzie donieckim. Źródła rosyjskie donosiły, że Ukraińcy zajęli pozycje na wschodnim brzegu obwodu chersońskiego. Rosyjskie władze rozbudowywały możliwości logistyczne i środki bezpieczeństwa na Mierzei Arabackiej, w ramach przygotowań na ewentualną kontrofensywę ukraińską.
Według OSW sytuacja pozostawała względnie stabilna. Rosyjskie ataki, jak i nieliczne ukraińskie kontrataki, nie przyniosły w ostatnich dniach znaczących zmian. W Bachmucie siły rosyjskie ostatecznie wyparły Ukraińców z centrum miasta i zanotowały postępy w zachodniej części. Wojsko ukraińskie nadal utrzymywało możliwość wysyłania zaopatrzenia i rotacji walczących pododdziałów; było to jednak coraz bardziej ograniczone warunkami terenowymi i wrogim ostrzałem. Do starć dochodziło na północ i południowy wschód od Awdijiwki, na południowy zachód od Kreminnej oraz w Marjince i na południe od niej. Rosjanie atakowali także w rejonie Wuhłedaru i Preczystiwki, a siły ukraińskie na południe od Orichiwu. Rosja kontynuowała ataki rakietowe na zaplecze ukraińskie w Donbasie, m.in. w Słowiańsku, Drużkiwce i Konstantynówce, a także ostrzał pozycji ukraińskich wzdłuż linii frontu. Głównym celem wrogiej artylerii i lotnictwa pozostawały prawobrzeżna część obwodu chersońskiego (Chersoń i Berysław), rejon nikopolski oraz Oczaków.
Moskiewski sąd wydał „zaocznie” nakaz aresztowania generała Kyryło Budanowa, szefa Głównego Zarządu Wywiadowczego w związku z eksplozją na moście Krymskim. Budanow odpowiedział, że „to dla mnie przyjemność... Będę pracował ciężej i z wyższą jakością, aby pokazać, że moskiewski dwór miał rację”.

### 22 kwietnia
Sztab Ukrainy podał, że FR skupiała się na atakach w kierunkach Bachmutu, Awdijiwki, Marjinki (najcięższe walki toczyły się w Bachmucie i Marjince), gdzie odparto 58 ataków. W kierunku bachmuckim trwały zacięte walki o Bachmut oraz przeprowadzono nieudane ataki w pobliżu Hryhoriwki, Chromowego i Iwaniwskiego. W kierunkach awdijiwskim i marjińskim Rosjanie prowadzili bezskutecznie ataki w rejonie Nowokalynowego i Marjinki, gdzie odparto rosyjskie ataki. W ciągu 24 siły rosyjskie przeprowadziły osiem ataków rakietowych, 37 nalotów i ok. 45 ostrzałów na pozycje ukraińskie i tereny zaludnione (odnotowano zabitych i rannych wśród cywilów oraz zniszczoną infrastrukturę). Lotnictwo Ukrainy dokonało ośmiu ataków na miejsca koncentracji, natomiast artyleria ostrzelała kolejne cztery miejsca koncentracji i dwa magazyny amunicji. Około 22:00 czasu lokalnego Rosjanie przeprowadzili ostrzał obwodu charkowskiego. Grupy monitorujące donosiły, że Rosjanie wystrzelili siedem rakiet na Charków, z których jedna eksplodowała na terytorium Rosji. Wcześniej przeprowadzono atak pociskami S-300, z czego jedna z rakiet trafiła w prywatny dom we wsi Kotliary w rejonie charkowskim; dwa domy prywatne zostały zniszczone, z kolei dziesięć domów, garaż i cztery samochody zostały uszkodzone.
Radio Swoboda poinformowało, że wojskowe komendy uzupełnień w Moskwie rozpoczęły obławę na studentów, którym były doręczane wezwania do wojska m.in. w akademikach. Dokumenty otrzymywali studenci takich uczelni, jak Moskiewski Uniwersytet Państwowy i Wyższa Szkoła Ekonomiczna. Według brytyjskiego MON rosyjskie Ministerstwo Obrony rozpoczęło dużą kampanię pozyskiwania ochotników, w ramach której na rosyjskich portalach społecznościowych, billboardach i w telewizji pojawiły się reklamy, próbując w ten sposób jak najbardziej opóźnić ogłoszenie jakiejkolwiek nowej mobilizacji, aby zminimalizować niezadowolenie społeczne w kraju. Zdaniem Ministerstwa jest „mało prawdopodobne, że kampania przyciągnie 400 tys. ochotników”.
W opinii ISW materiały opublikowane przez rosyjskich blogerów wojennych wskazywały na to, że siły ukraińskie zajęły pozycje na wschodnim brzegu Dniepru w obwodzie chersońskim. Z materiałów wynikało, że Ukraińcy zajęli pozycje na lewym brzegu rzeki, na północ od zajętego przez Rosjan miasta Oleszki. Według doniesień rosyjskich blogerów wojennych ukraińska armia utrzymywała te pozycje od tygodni, zdołała utworzyć stabilne linie zaopatrzenia i regularnie prowadziła wypady na tym obszarze. Tymczasem Rosjanie przeprowadzili ograniczone ataki wzdłuż linii Kupiańsk–Swatowe–Kreminna i w pobliżu Siewierska. Siły rosyjskie kontynuowały także ataki wokół Bachmutu, na froncie awdijiwsko-donieckim oraz przeprowadziły ograniczony atak w zachodnim obwodzie donieckim.
W Biełgorodzie odkryto niewybuch, w wyniku czego ewakuowano ponad 3 tys. cywilów z 17 okolicznych budynków mieszkalnych. Według gubernatora obwodu biełgorodzkiego Wiaczesława Gładkowa bomba została już usunięta. To ten sam obszar, na który 20 kwietnia br. zrzucono bombę z Su-34.

### 23 kwietnia
Według ukraińskiego SG Rosjanie koncentrowali na atakach w kierunkach Bachmutu, Awdijiwki, Marjinki (najcięższe walki miały miejsce w Bachmucie i Marjince), gdzie Ukraińcy odparli ok. 60 ataków. W kierunku bachmuckim kontynuowano ciężkie walki o Bachmut oraz przeprowadzono nieudane ataki na obrzeżach Hryhoriwki, Bohdaniwki i Iwaniwskiego. W kierunku awdijiwskim siły rosyjskie prowadziły bezskuteczne ataki w okolicy Nowokalynowego i Perwomajskiego, ponosząc ciężkie straty. W kierunku marjińskim siły ukraińskie odparły liczne ataki w północnej i środkowej Marjince oraz w okolicy Nowomychajliwki. W ciągu doby Rosja przeprowadziła jeden atak rakietowy, 46 nalotów i ok. 60 ostrzałów na pozycje ukraińskie i tereny zaludnione. Rosjanie aktywnie wykorzystywali lotnictwo, używając bomb lotniczych w obwodach ługańskim, donieckim, zaporoskim i chersońskim (odnotowano zabitych i rannych wśród cywilów oraz zniszczoną infrastrukturę). Ukraińskie lotnictwo uderzyło w 14 miejsc koncentracji wojsk, z kolei artyleria zniszczyła trzy stacje walki radioelektronicznej. Ponadto Rosjanie nadal rabowali ludność cywilną, przywłaszczając sobie zbiory zboża, m.in. w Berdiańsku władze okupacyjne próbowały wyeksportować skradzione zboże, ładując je na statki towarowe. W tej samej miejscowości Rosjanie nakazywali medykom, którzy przyjęli rosyjskie paszporty, rejestrowanie się na listach wojskowych, grożąc im utratą pracy; w ten sposób Rosja chciała uzupełnić braki lekarzy wojskowych.
35 miast w obwodzie chersońskim zostało ostrzelanych 83 razy przez rosyjską artylerię, drony i samoloty, w wyniku czego zginęło co najmniej dwóch cywili, a sześciu zostało rannych; we wsi Kizomys ostrzelano szkołę oraz uszkodzono 25 budynków mieszkalnych. W obwodzie donieckim zginęły co najmniej dwie osoby, a dwie zostały ranne. Rosyjskie wojsko poinformowało o ukraińskich nalotach na Donieck. Według armii ukraińskiej odparto 45 ataków w Awdijiwce i Bachmucie oraz podano, że Rosjanie przygotowywali się do kolejnej próby zdobycia Wuhłedaru.
Według raportu SIPRI Ukraina zwiększyła swoje wydatki wojskowe w 2022 roku siedmiokrotnie w porównaniu z rokiem poprzednim do 44 miliardów dolarów; nie obejmuje to pomocy wojskowej z różnych krajów dla Ukrainy wartej dziesiątki miliardów dolarów. Z kolei w Rosji wydatki na zbrojenia wzrosły w 2022 roku o 9,2%, do 86,4 miliarda dolarów. Brytyjskie Ministerstwo Obrony podało, że Rosja prawdopodobnie przyspieszyła integrację zajętych obszarów Ukrainy, m.in. poprzez wymuszanie przyjmowania rosyjskich paszportów, aby móc przedstawić inwazję jako sukces; np. mieszkańcom obwodu chersońskiego zagrożono, że jeśli nie przyjmą rosyjskiego paszportu do 1 czerwca br., zostaną „deportowani”, a ich majątek zostanie skonfiskowany.
Według ISW armia rosyjska w wyniku strat na froncie i problemów z dowodzeniem nie jest przygotowana do efektywnej odpowiedzi na ukraińską kontrofensywę, a „większość jednostek ze wszystkich okręgów wojskowych, podobnie jak większość sił powietrznodesantowych, jest już zaangażowana na froncie do operacji ofensywnych lub defensywnych”. Zdaniem ekspertów wszystko wskazuje na ogólne wyczerpanie sił rosyjskich oraz zdezorganizowanie i rozproszenie wojska na poszczególnych odcinkach frontu. Tymczasem ukraiński SG poinformował, że siły rosyjskie nie przeprowadziły żadnych ataków wzdłuż linii Kupiańsk–Swatowe–Kreminna. Szef rejonu siewierodonieckiego Roman Własenko podał, że Rosjanie budowali fortyfikacje wokół Siewierodoniecka i innych dużych miast w obwodzie ługańskim. Siły rosyjskie nadal przeprowadzały ataki w Bachmucie i wokół niego oraz wzdłuż linii Awdijiwka–Donieck. Rzecznik armii ukraińskiej pułkownik Ołeksij Dmytraszkiwski poinformował, że Rosjanie skoncentrowali się w kierunku Awdijiwki i przeprowadzili 28 ataków w kierunku Doniecka. Opublikowane nagranie wskazywało, że Ukraińcy działali na obszarach na północny zachód od Oleszki, na wschodnim brzegu Dniepru, jednak szef administracji okupacyjnej Wołodymyr Saldo zaprzeczył, jakoby siły ukraińskie utworzyły przyczółek na wschodnim brzegu. Ukraińskie Centrum Oporu poinformowało, że Rosja planowała zmobilizować migrantów z Azji Środkowej, grożąc im deportacją i odebraniem rosyjskiego obywatelstwa, jeśli nie będą walczyć w wojnie.

### 24 kwietnia
SG Ukrainy podał, że Rosja skupiała się na prowadzeniu ataków w kierunkach Bachmutu, Awdijiwki, Marjinki (najcięższe walki trwały w Bachmucie i Marjince), gdzie odparto 43 ataki. W kierunku bachmuckim trwaly ciężkie walki o Bachmut oraz przeprowadzono nieudane ataki w kierunku Nowomarkowego i Chromowego. W kierunku awdijiwskim siły rosyjskie prowadziły bezskuteczne ataki w pobliżu Nowokalynowego, Stepowego, Siewiernego i Perwomajskiego. W kierunku marjińskim Ukraińcy odparli ataki w okolicy Marjinki i Nowomychajliwki. W ciągu 24h Rosjanie przeprowadzili sześć ataków rakietowych, 62 naloty i 70 ostrzałów. Z kolei lotnictwo ukraińskie dokonało dziewięciu nalotów na miejsca koncentracji i trzy na przeciwlotnicze kompleksy rakietowe; artyleria uderzyła w przeciwlotniczy kompleks rakietowy i dwie stacje walki radioelektronicznej. Siły rosyjskie przeprowadziły w ciągu ostatniej doby ponad 60 ostrzałów na obwód chersoński (Chersoń został ostrzelany sześć razy), raniąc cztery osoby. Według mera Iwana Fedorowa Rosjanie gromadzili „potężne siły” w pobliżu okupowanego Melitopola. Jedno z miejsc koncentracji żołnierzy rosyjskich znajdowało się Kyryliwce, którą wykorzystywano do przerzutu ładunków wojskowych i ciężkiej broni. Ukraiński Sztab poinformował, że w Stanicy Ługańskiej doszło do starć pomiędzy żołnierzami rosyjskimi i najemnikami z Grupy Wagnera, w wyniku czego doszło do strzelaniny; „po obu stronach były ofiary”.
Według gubernatora Mychajła Razwożajewa ok. 3:30 doszło do ataku ukraińskich dronów na bazę Floty Czarnomorskiej w Sewastopolu. Rosyjskie Ministerstwo Obrony poinformowało, że zniszczono „trzy bezzałogowe łodzie”. Jeden z dronów przedostał się do Zatoki Strzeleckiej w mieście i następnie wybuchł przed kompleksem budynków, akademikiem i budynkami edukacyjnymi Sewastopolskiego Narodowego Uniwersytetu Technicznego. Ukraina nie skomentowała ataku.
Dowódca Grupy Wagnera Jewgienij Prigożyn zagroził zaprzestaniem brania jeńców wojennych i zabiciem poddających się ukraińskich żołnierzy. Uzasadnił to rzekomo przechwyconą wiadomością radiową od ukraińskich żołnierzy, w której rozmawiali o strzelaniu do rannych najemników Wagnera. ISW, powołując się na informacje The Wall Street Journal, podał, że rosyjskie statki przewoziły irańską amunicję przez Morze Kaspijskie w celu zaopatrzenia rosyjskich żołnierzy walczących na Ukrainie. Tymczasem siły ukraińskie osiągnęły niewielkie postępy na południe od Kreminnej i w dalszym ciągu atakowały rosyjskie węzły logistyczne na tyłach obwodu ługańskiego. Rosjanie kontynuowali ataki w Bachmucie i wokół niego oraz wzdłuż linii Awdijiwka–Donieck. Ponadto niektóre rosyjskie źródła zaprzeczyły doniesieniom innych rosyjskich blogerów, że Ukraińcy zajęli trwałe pozycje na wschodnim brzegu obwodu chersońskiego.
Według OSW Rosjanie wznowili ataki na zachód od Bachmutu i podejmowali próby przełamania ukraińskiej obrony w rejonie drogi do Czasiw Jaru, jednak bez powodzenia, podobnie jak ataki na południowo-zachodnich obrzeżach miasta. Rosjanie odnotowali jednak postępy w zachodniej części miasta. Siły rosyjskie wznowiły także ataki w okolicach Nowomychajliwki. Niepowodzeniem zakończyły się rosyjskie próby ataków na północ i południowy zachód od Awdijiwki. Odnotowano ograniczoną aktywność w kierunku Wuhłedaru i Kupiańska oraz pozostałych kierunkach. Rosjanie zintensyfikowali ataki rakietowe na zaplecze ukraińskie w obwodach donieckim i charkowskim; celem były m.in. Konstantynówka, Słowiańsk, Kramatorsk i Charków. Artyleria rosyjska kontynuowała ostrzał wzdłuż linii frontu oraz na prawobrzeżną część obwodu chersońskiego, a także na Nikopol i Oczaków wraz z okolicami. Z kolei celem ataku ukraińskiego była baza paliwowa w mieście Roweńki. Strona ukraińska donosiła o akcie dywersji w Melitopolu, a lokalna administracja rosyjska informowała o atakach dronów w obwodzie kurskim i w Sewastopolu.
Minister spraw zagranicznych Dmytro Kułeba w rozmowie ze swoimi odpowiednikami z UE zwrócił uwagę na niewielkie, w stosunku do zapowiadanego, wsparcie w zakresie dostarczania amunicji oraz za zaapelował do krajów Unii o szybkie dostawy amunicji. Wskazał również, że Francja blokowała zakupy pocisków, ponieważ domagała się, aby we wspólnych zamówieniach brały udział wyłącznie firmy unijne i te, które wykorzystują europejskie komponenty.

### 25 kwietnia

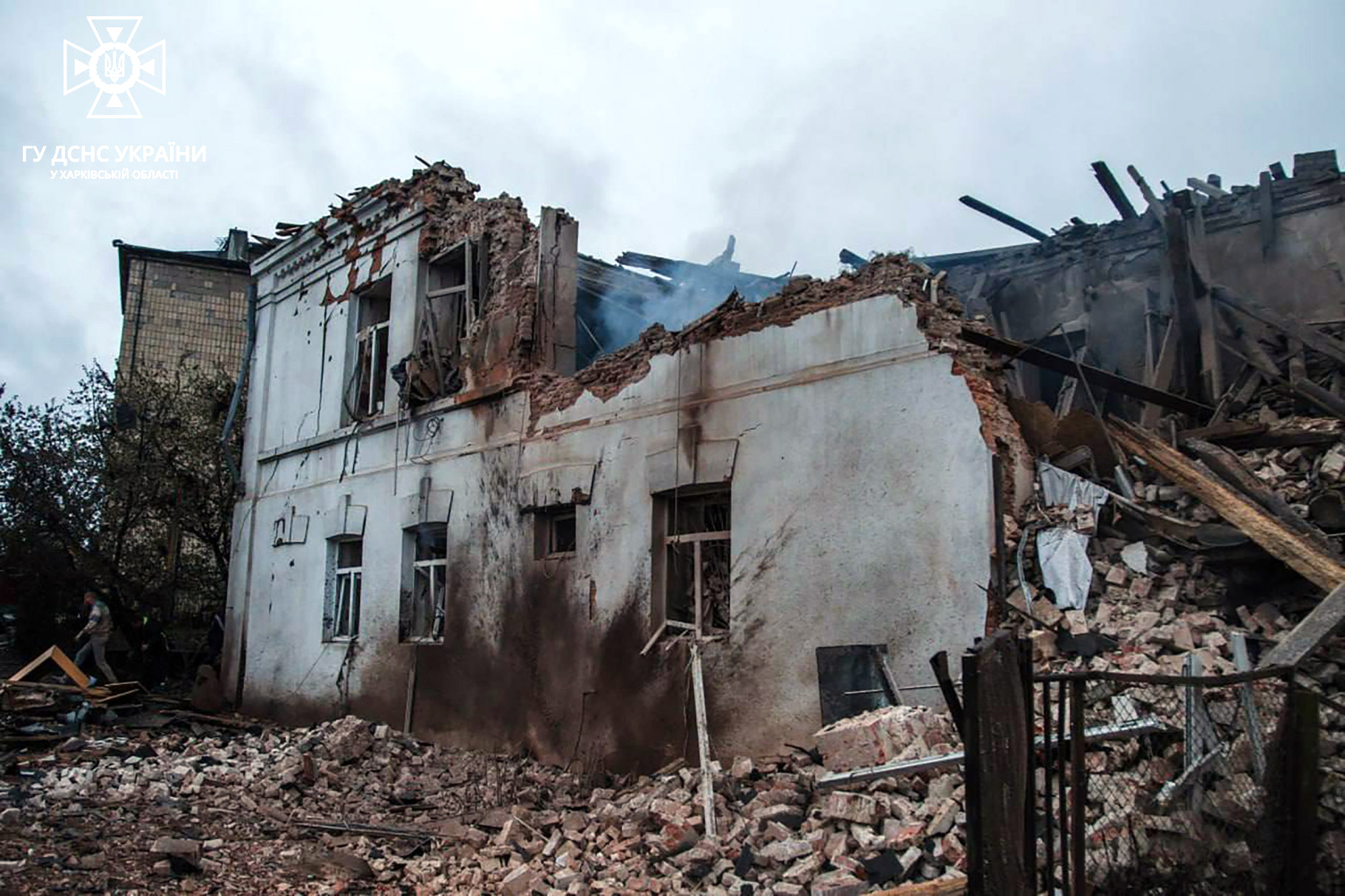
Muzeum Historii Lokalnej w Kupiańsku po rosyjskich ataku rakietowym.

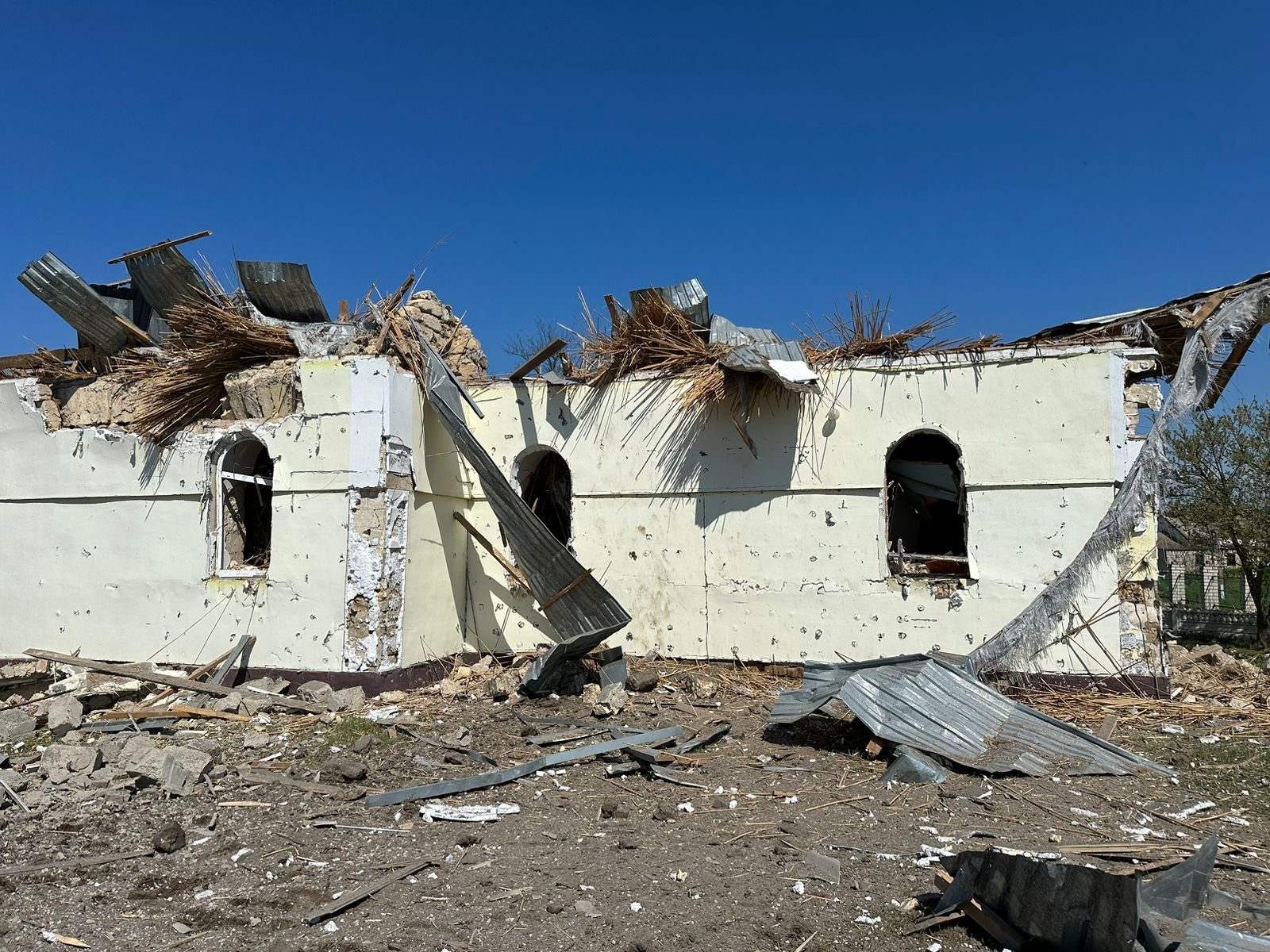
Cerkiew św. Mikołaja (Patriarchatu Moskiewskiego) we wsi Kizomys po rosyjskim uderzeniu kierowanymi bombami lotniczymi.

Według Sztabu Ukrainy siły rosyjskie koncentrowały się na atakach w kierunkach Bachmutu, Awdijiwki i Marjinki (najcięższe walki miały miejsce w Bachmucie i Marjince), gdzie Ukraińcy odparli 39 ataków. W kierunku bachmuckim kontynuowano walki o Bachmut oraz przeprowadzono nieudane ataki w kierunku Bohdaniwki, Chromowego i Kliszczijiwki. W kierunku awdijiwskim Rosjanie prowadzili bezskuteczne ataki w pobliżu Siewiernego i Perwomajskiego. W kierunku marjińskim siły ukraińskie odparły liczne ataki w rejonie Marjinki. W ciągu doby Rosja przeprowadziła trzy ataki rakietowe, w tym dwa na Kupiańsk za pomocą systemu S-300 (odnotowano zabitych i rannych wśród cywilów oraz zniszczoną infrastrukturę), oraz 13 nalotów i 49 ostrzałów na pozycje ukraińskie i infrastrukturę krytyczną. Lotnictwo Ukrainy dokonało siedmiu nalotów na miejsca koncentracji i przeciwlotniczy kompleks rakietowy, z kolei artyleria zaatakowała kompleks rakiet przeciwlotniczych, cztery miejsca koncentracji i stację radiolokacyjną.
Armia rosyjska użyła dwóch pocisków S-300 do zniszczenia Muzeum Historii Lokalnej w Kupiańsku, w którym mieścił się również miejski Wydział Kultury, Młodzieży i Sportu. W wyniku ataku dwie osoby zginęły, 10 zostało rannych. W godzinach wieczornych Rosjanie ostrzelali z ciężkiej artylerii Marganiec i Nikopol. W Margańcu zostały ranne dwie kobiety w wieku 64 i 77 lat, które trafiły do szpitala. W mieście zniszczono osiem domów prywatnych, budynki dwu- i pięciopiętrowe oraz dwa budynki gospodarcze; uszkodzeniu uległy dwa budynki administracyjne i 12 obiektów gospodarczych. W Nikopolu zniszczono prywatne przedsiębiorstwo, budynek mieszkalny, sklep i samochody.
Brytyjskie MON podało, że trwały ciężkie walki na krótkim dystansie w zachodnim Bachmucie, jednak najważniejszym punktem były walki na obrzeżach miasta, głównie w pobliżu Chromowego, gdzie Ukraińcy starali się utrzymać kontrolę nad drogą zaopatrzeniową 0506, gdyż inne możliwości zaopatrywania miasta były utrudnione przez błotniste warunki na nieutwardzonych drogach. Dodano także, że ukraińska obrona Bachmutu została włączona jako jeden z elementów znacznie głębszej strefy obronnej, która obejmuje Czasiw Jar na zachodzie. Według ISW urzędnicy USA i UE ocenili, że prezydent Władimir Putin nie będzie skłonny do negocjacji w odpowiedzi na udaną kontrofensywę ukraińską. Tymczasem źródła rosyjskie twierdziły, że siły rosyjskie przeprowadziły ograniczone ataki na linii Swatowe–Kremmina oraz kontynuowały ataki w Bachmucie i wzdłuż linii Awdijiwka–Donieck. Rosyjscy blogerzy wojenni nadal zaprzeczali, że Ukraińcy zajęli trwałe pozycje na wschodnim brzegu obwodu chersońskiego. Z kolei ukraiński oficer wojskowy stwierdził, że siły ukraińskie osiągały „imponujące wyniki” w walce przeciwbateryjnej przeciwko Rosjanom na wschodnim brzegu Dniepru. Ukraińskie Centrum Oporu poinformowało, że ukraińscy partyzanci zdetonowali rosyjski wojskowy punkt kontrolny w pobliżu miejscowości Oleszki.
Według RIA Nowosti czołgi T-14 Armata były używane do pośredniego ostrzału ukraińskich pozycji, lecz nie zostały jeszcze rozmieszczone w „bezpośrednich operacjach szturmowych”. Czołgi otrzymały dodatkową ochronę, a załogi przeszły „koordynację bojową”. Wojskowy ekspert Władysław Selezniow stwierdził, że ukraińska artyleria wykonuje jedno z kluczowych zadań, ponieważ „ok. 90% rosyjskich strat to efekt pracy ukraińskich artylerzystów”. W jego opinii Ukraina potrzebuje systemów artyleryjskich różnych typów i kalibrów, oraz ok. cztery miliony pocisków artyleryjskich.

### 26 kwietnia
Według SG Ukrainy FR skupiała się na atakach w kierunkach Bachmutu, Awdijiwki i Marjinki (najcięższe walki trwały w Bachmucie i Marjince), gdzie odparto 54 ataki. W kierunku bachmuckim trwały walki o Bachmut oraz przeprowadzono nieudane ataki w kierunku Orichowo-Wasyliwki i Iwaniwskiego. W kierunku awdijiwskim i marjińskim Rosjanie prowadzili bezskuteczne ataki w okolicy Awdijiwki, Siewiernego, Pierwomajskiego i Marjinki, gdzie odparto liczne ataki. W ciągu 24h Rosjanie przeprowadzili siedem ataków rakietowych, 39 nalotów i 61 ostrzałów na pozycje ukraińskie i infrastrukturę krytyczną. Lotnictwo ukraińskie dokonało 11 nalotów na miejsca koncentracji, artyleria uderzyła w dwa systemy obrony przeciwlotniczej. Wojska rosyjskie ostrzelały przygraniczne obszary obwodu sumskiego i Orichiwu. W wyniku ostrzału rannych zostało dwóch cywilów. W Zaporożu doszło do kilku eksplozji. Doradca mera Mariupola Petro Andriuszczenko donosił, że wojska rosyjskie rozszerzały pozycje w pobliżu Manhuszu i Berdiańska w ramach przygotowań do odparcia planowanej ukraińskiej kontrofensywy.
Według sekretarza generalnego NATO Jensa Stoltenberga Ukraina otrzymała od część samolotów MiG-29 początku wojny 230 czołgów i ponad 1550 pojazdów opancerzonych; dowódca sił NATO w Europie, generał Christopher G. Cavoli, stwierdził, że Ukraina otrzymała ponad 98% wszystkich obiecanych pojazdów bojowych. Powiedział także, że NATO wyszkoliło wystarczającą liczbę Ukraińców, aby zebrać dziewięć nowych brygad pancernych, co stawi0ało Ukrainę w silnej pozycji do odzyskania okupowanych terytoriów.
Ukraińskie Ministerstwo Obrony podało szacunkowe dane dotyczące liczby Rosjan, które władze rosyjskie zaangażowały do ataku na Ukrainę. Według Military Media Center Rosja wykorzystywała na wojnie ok. 369 tys. osób i ok. 5,9 tys. jednostek ciężkiego sprzętu.
Brady Africk z American Enterprise Institute (AEI) poinformował, że na podstawie zdjęć satelitarnych można potwierdzić, że Rosjanie w ciągu kilku miesięcy wywieźli sprzęt z jednej z baz w północnej części Krymu, gdzie w lutym i marcu br. znajdowały się czołgi, pojazdy opancerzone i artyleria. Brytyjskie Ministerstwo Obrony podało, że „Rosja zbudowała pozycje obronne na szczycie reaktorów Zaporoskiej Elektrowni Jądrowej, co wskazywało na to, że jest coraz bardziej zaniepokojona perspektywą dużej ukraińskiej ofensywy”; na niektórych z sześciu reaktorów umieszczono worki z piaskiem. Zdaniem Ministerstwa to posunięcie z dużym prawdopodobieństwem zwiększa szanse na uszkodzenie systemów bezpieczeństwa elektrowni, jeśli dojdzie do walk wokół niej. Według ISW Rosji kontynuowała działania, polegające na przesiedleniach ludności ukraińskiej z zajętych terenów i zaludnianiu ich obywatelami rosyjskimi, mając na celu ułatwienie integracji okupowanych obszarów z Rosją. Komentarze rosyjskich urzędników i prominentnych głosów w rosyjskiej przestrzeni informacyjnej nadal podkreślały wszechobecny niepokój związany z potencjalną ukraińską kontrofensywą. Tymczasem źródła ukraińskie podały, że siły rosyjskie nie prowadziły żadnych ataków na linii Kupianńsk–Swatowe–Kreminna. Rosjanie zdobyli tereny w Bachmucie i na północ od Awdijiwki. Rosyjscy blogerzy wojenni nadal spierali się między sobą o działalność Ukraińców wzdłuż rzeki Dniepr w obwodzie chersońskim.
Według ujawnionych dokumentów służb specjalnych, amerykańskie służby specjalne zakładały, że Rosja będzie w stanie finansować wojnę na Ukrainie jeszcze przez co najmniej rok. Według międzynarodowego zespołu naukowców, Rosji częściowo udało się obejść sankcje G7, które nakładały pułap cenowy na rosyjską ropę na poziomie 60 dolarów za baryłkę. Ropa naftowa z FR była sprzedawana za 65–85 dolarów za baryłkę przez port Kosmino na Pacyfiku.
Prezydent Wołodymyr Zełenski odbył pierwszą rozmowę telefoniczną z Xi Jinpingiem od początku rosyjskiej inwazji na Ukrainę. Następnie Zełenski mianował Pawło Riabikina na nowego ambasadora w Chinach. Według chińskich mediów państwowych Xi Jinping zobowiązał się do wysłania na Ukrainę delegacji do rozmów pokojowych.
Szef Grupy Wagnera, Jewgienij Prigożyn, ponownie publicznie poskarżył się na rosyjskie dowództwo wojskowe, oskarżając je o zdradę; Ministerstwo Obrony nie dostarczało wystarczającej ilości amunicji podczas bitwy o Bachmut. Z powodu braku wsparcia straty ponoszone przez jego najemników były wielokrotnie większe. Prigożyn zapytał również, dlaczego rosyjscy żołnierze nie rozpoczęli ataków humanitarnych na Słowiańsk i Kramatorsk, aby odciążyć rosyjskich najemników w Bachmucie. Prigożyn stwierdził również, że ukraińska kontrofensywa rozpocznie się „kiedyś” po 2 maja, kiedy skończy się sezon błotny na Ukrainie i zmieni się pogoda.
Ukraina i Rosja przeprowadziły kolejną wymianę jeńców, w wyniku której do domu wróciły 44 osoby (36 szeregowych i sierżantów oraz sześciu oficerów), w tym żołnierze, straż graniczna i gwardia narodowa, którzy bronili Mariupola, Azowstalu, obwodu chersońskiego i walczyli na wschodzie. Uwolniono także dwóch cywilów.

### 27 kwietnia

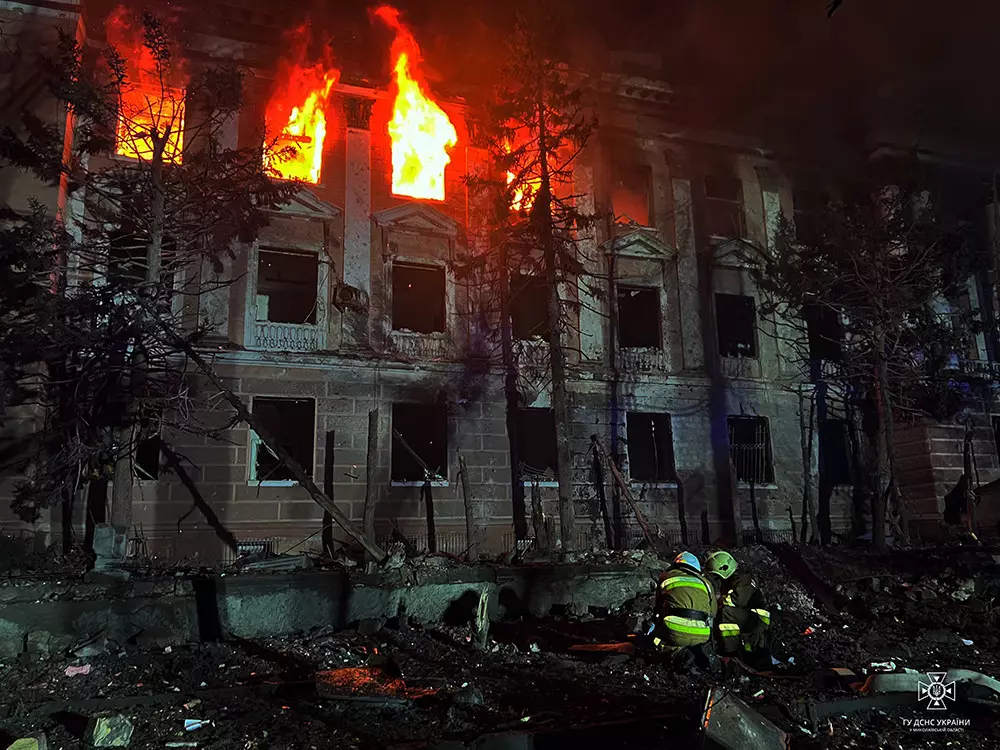
Budynek administracyjny Stoczni Mikołajów, zwanej „Admiralicją”, po nocnym rosyjskim ataku rakietami Kalibr; jedna osoba zginęła, a 23 zostały ranne.

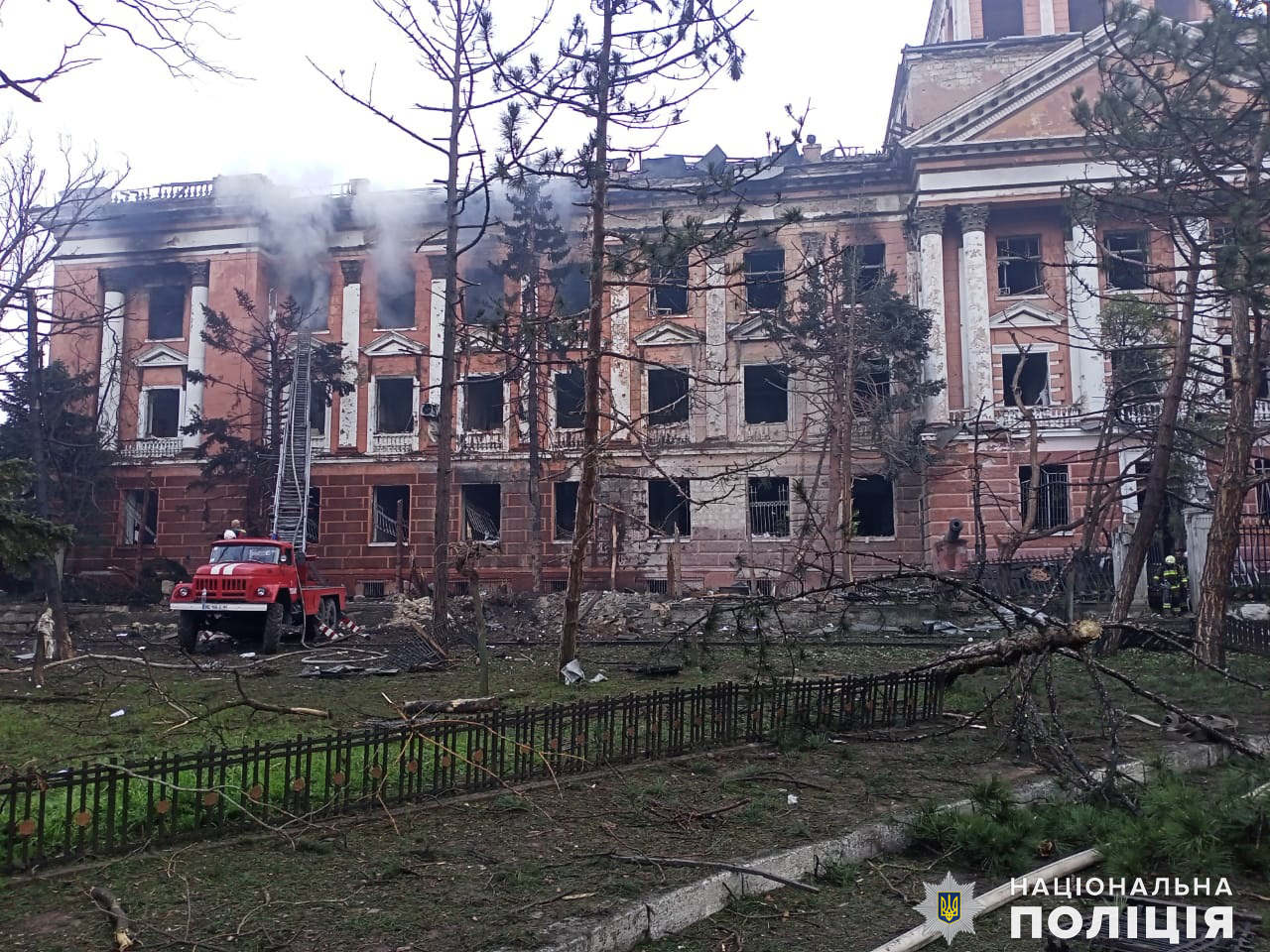
Budynek administracyjny Stoczni Mikołajów po rosyjskim ataku rakietowym.

Ukraiński Sztab podał, że Rosjanie skupiali się głównie na atakach w kierunkach Bachmutu, Awdijiwki i Marjinki (najcięższe walki były w Bachmucie i Marjince), gdzie siły ukraińskie odparły ponad 65 ataków. W kierunku łymańskim Rosja przeprowadziła nieudane ataki w rejonie Dibrowej i Leśnictwa Serebriańsk. W kierunku bachmuckim trwały walki o Bachmut oraz przeprowadzono nieudane ataki w kierunku Bohdaniwki. W kierunku awdijiwskim prowadzono bezskuteczne ataki w okolicy Awdijiwki, Siewiernego i Perwomajskiego. W kierunku marjińskim Ukraińcy odparli ataki w pobliżu Krasnohoriwki i Marjinki. W ciągu doby armia rosyjska przeprowadziła osiem ataków rakietowych, 31 nalotów i 56 ostrzałów na pozycje ukraińskie i tereny zaludnione. Ukraińskie lotnictwo dokonało ośmiu nalotów na miejsca koncentracji i przeciwlotniczy kompleks rakietowy, z kolei artyleria zniszczyła dwa punkty kontrolne, miejsce koncentracji, stanowisko przeciwlotnicze, magazyn amunicji i dwie jednostki artylerii. Ponadto Rosjanie nadal ponosili straty, w tym niezwiązane z walką; 24 kwietnia 20 żołnierzy zginęło w jednej z jednostek w rejonie melitopolskim, w wyniku zatrucia nieznaną substancją. Według weterana i eksperta wojskowego Jewhena Dikija siły rosyjskie miały problem z budową umocnień na lewym brzegu Dniepru, ponieważ utrudniały to ukraińskie grupy dywersyjno-partyzanckie. Dikij stwierdził, że prawy brzeg w pełni kontroluje armia ukraińska, a na lewym działają grupy dywersyjne i partyzanckie.
Około 2:00 w nocy Rosjanie ostrzelali Mikołajów za pomocą rakiet Kalibr, z których jedna trafiła w wieżowiec, a kilka innych w prywatne domy. Według doniesień jedna osoba zginęła, 23 zostały ranne, w tym jedno dziecko. Wojska rosyjskie zaatakowały także wieś Odradokamjankę, w wyniku czego zginęła kobieta, a jej mąż został ciężko ranny. Szef policji Melitopola Ołeksandr Miszczenko zginął od improwizowanego ładunku wybuchowego. Od momentu zdobycia miasta współpracował z wojskami rosyjskimi. W ataku zginął jeden policjant, a jeden został ranny. Za atak obwiniono partyzantów ukraińskich.
Władimir Putin podpisał dekret zezwalający na deportację z terytoriów okupowanych przez Rosję tych obywateli Ukrainy, którzy zachowają obywatelstwo ukraińskie po 1 lipca 2024 roku. W opinii ISW rosyjskie dowództwo wojskowe dokonało przetasowań w kierownictwie organów dowodzenia związanych z generowaniem sił, zaopatrzeniem i logistyką; zmiany nastąpiły m.in. na stanowisku wiceministra obrony ds. logistyki oraz stanowiskach Narodowego Centrum Kierowania Bronią FR i Głównego Zarządu ds. Kadr. Tymczasem Rosjanie prowadzili działania obronne w kierunku Kupiańska i ograniczyli ataki naziemne pod Kreminną. Siły rosyjskie nie osiągnęły żadnych potwierdzonych zdobyczy w okolicach Bachmutu, lecz przenosiły dodatkowe rezerwy w rejon miasta. Rosjanie kontynuowali także ataki wzdłuż linii Awdijiwka–Donieck. W dniach 26–27 kwietnia ukraińscy partyzanci przeprowadzili trzy oddzielne ataki na terenach okupowanych.
Moskiewski sąd ukarał Fundację Wikimedia, platformę hostingową Wikipedii, grzywną w wysokości dwóch milionów rubli. To siódma kara od 2023 roku nałożona przez rosyjski sąd. Ostatnia kara dotyczyła nieusunięcia z Wikipedii artykułu zawierającego „niejawne informacje wojskowe” o wojnie na Ukrainie. Rosyjski minister spraw cyfrowych Maksut Szadajew powiedział agencji Interfax: „Jeszcze nie blokujemy Wikipedii, na razie nie ma takich planów”.

### 28 kwietnia

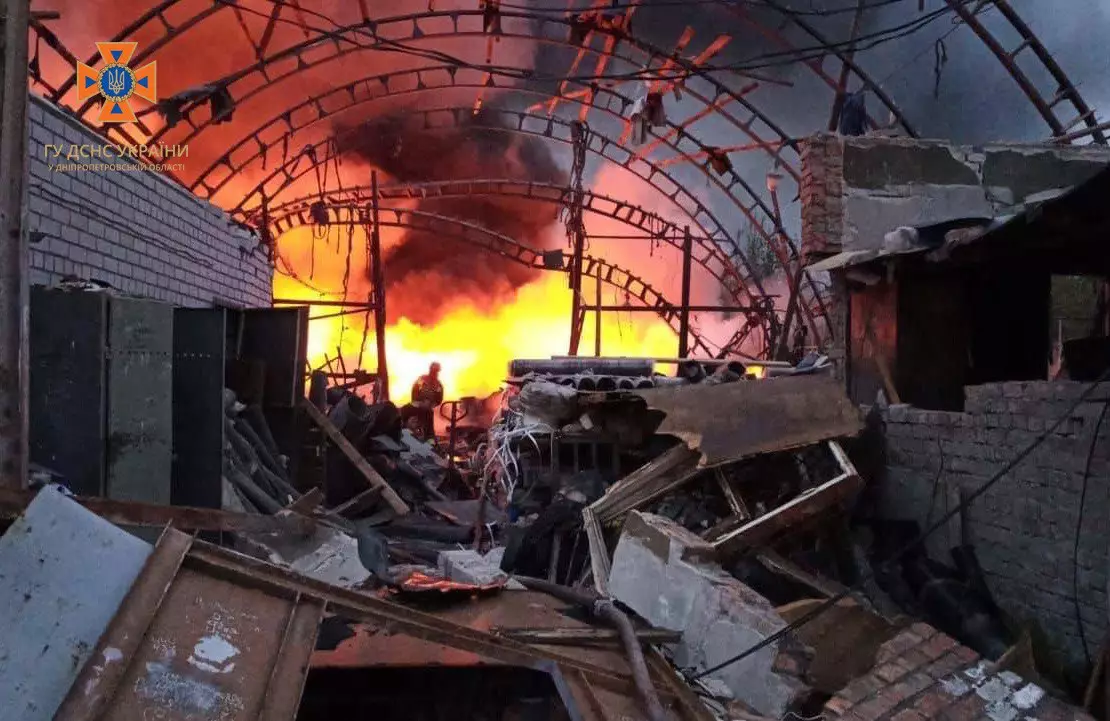
Zniszczenia w mieście Dniepr po rosyjskim ataku rakietowym. W jednej z dzielnic miasta zostały zniszczone i spalone budynki magazynowe; w drugiej zniszczono dom, w którym zginęły dwie osoby, a trzy zostały ranne.

SG Ukrainy poinformował, że siły rosyjskie koncentrowały się na atakach w kierunkach Łymanu, Bachmutu, Awdijiwki i Marjinki, gdzie Ukraińcy odparli 48 ataków. W kierunku łymańskim Rosjanie przeprowadzili nieudane ataki w kierunku Biłohoriwki i na południe od Dibrowej. W kierunku bachmuckim kontynuowano działania walki o Bachmut oraz przeprowadzono nieudane ataki w kierunku Bohdaniwki i Czasiw Jaru. W kierunku awdijiwskim prowadzono bezskuteczne ataki w rejonie Awdijiwki, Siewiernego i Perwomajskiego. W kierunku marjińskim Ukraińcy odparli liczne ataki w pobliżu Marjinki i Nowomychajliwki. W ciągu 24h Rosja przeprowadziła 23 ataki rakietowe, 36 nalotów (za pomocą bomb lotniczych zbombardowano osiem domów we wsi Kostobobrów w obwodzie czernihowskim) i 65 ostrzałów. Lotnictwo Ukrainy dokonały pięciu nalotów na miejsca koncentracji, natomiast artyleria uderzyła w cztery punkty kontrolne, magazyn amunicji i cztery miejsca koncentracji. Ponadto Rosjanie zintensyfikowali działania filtrujące w obwodzie chersońskim, w szczególności w miejscowościach Mała Ołeksandriwka, Nowomykołajiwka, Skadowsk i Lazurne przeprowadzono masowe rewizje lokali mieszkalnych i sprawdzanie telefonów.
O 4:40 Rosja przeprowadziła zmasowany atak rakietowy na infrastrukturę cywilną ukraińskich miast, w tym Kijowa, Dniepru i Humania. 21 z 23 pocisków Ch-101/Ch-555 i dwa „drony szturmowe” zostały zestrzelone przez ukraińską obronę przeciwlotniczą, z czego 11 w pobliżu Kijowa, który został zaatakowany po raz pierwszy od 50 dni; dwie osoby zostały ranne. Co najmniej dwa pociski trafiły w dziewięciopiętrowy apartamentowiec w Humaniu, zabijając co najmniej 23 osoby i raniąc 17 innych; dziesięć budynków mieszkalnych zostało uszkodzonych. W Dnieprze zginęły dwie osoby, a trzy zostały ranne. Według brytyjskiego Ministerstwa Obrony ataki sugerowały odejście przez Rosję od uderzeń dalekiego zasięgu, ponieważ ten obejmował mniej pocisków niż wystrzeliwano zimą i raczej nie był skierowany w infrastrukturę energetyczną. Zdaniem Ministerstwa „Rosja stosowała nieskuteczny proces namierzania celów i przedkładała to, co postrzega jako konieczność wojskową nad zapobieganie szkodom ubocznym, w tym śmierci cywilów”.
Minister obrony Ołeksij Reznikow powiedział, że ukraińska kontrofensywa jest „w dużej mierze gotowa” do rozpoczęcia, jednak z zastrzeżeniem warunków pogodowych i zgody dowódców. Portal Ukraińska prawda, powołując się na Centrum Narodowego Oporu, poinformował, że kierownictwom rosyjskich spółek państwowych na Krymie polecono przygotowanie się do ewakuacji. Dotyczyło to m.in. państwowych banków, jak i dyrekcji kolei krymskich. Według ISW prezydent Putin podpisał dekret kodyfikujący warunki dalszych deportacji na dużą skalę mieszkańców okupowanych terenów Ukrainy do Rosji. Tymczasem siły rosyjskie kontynuowały ataki w pobliżu Kreminnej i posuwały się stopniowo na północny zachód od miasta. Rosjanie zwiększyli nacisk na autostradę 0504 Konstantynówka–Czasiw Jar–Bachmut oraz kontynuowali rutynowe operacje ogniowe i obronne na południu Ukrainy.
Według OSW Rosjanie kontynuowali wypieranie sił ukraińskich z zachodniej części Bachmutu i ponawiali ataki na południowo-zachodnich obrzeżach miasta. Nie przyniosło znaczących efektów zaktywizowanie jednostek rosyjskich na północny zachód od Bachmutu, głównie w rejonie Czasiw Jaru. Rosjanie prawdopodobnie osiągnęli kanał Doniec-Donbas w rejonie Nowomarkowego. Niepowodzeniem zakończyły się rosyjskie ataki na obrzeżach Awdijiwki i na południowy zachód od niej, w Marjince i Krasnohoriwce oraz na południowy zachód od Kreminnej. Lokalne źródła ukraińskie donosiły o wzmacnianiu wojsk rosyjskich w rejonie Mariupola i Melitopola oraz postępującej rozbudowie umocnień w obwodzie zaporoskim. Stałym celem ataków było zaplecze sił ukraińskich, m.in. w Kupiańsku, Drużkiwce i Konstantynówce. Rosyjska artyleria kontynuowała ostrzał wzdłuż linii frontu. Głównymi celami pozostawały pozycje ukraińskie w prawobrzeżnej części obwodu chersońskiego oraz w rejonie nikopolskim. Ukraińcy ostrzelali Tokmak, a akty dywersji miały miejsce w Melitopolu i obwodzie briańskim.

### 29 kwietnia
Według Sztabu Ukrainy Rosjanie koncentrowali się na atakach w kierunkach Łymanu, Bachmutu, Awdijiwki i Marjinki (najcięższe walki trwały w Bachmucie i Marjince), gdzie odparto 58 ataków. W kierunku łymańskim Rosja przeprowadziła nieudane ataki w kierunku Biłohoriwki. W kierunku bachmuckim trwały walki o Bachmut oraz przeprowadzono nieudane ataki w kierunku Iwaniwskiego i Predteczyny. W kierunku awdijiwskim prowadzono bezskuteczne ataki w rejonie Awdijiwki i Pierwomajskiego. W kierunku marjińskim Ukraińcy odparli ataki w rejonie Marjinki i Nowomychajłiwki. W ciągu doby Rosjanie przeprowadzili siedem ataków rakietowych, 39 nalotów i 50 ostrzałów (odnotowano zabitych i rannych wśród cywilów oraz zniszczoną infrastrukturę). Lotnictwo Ukrainy dokonało trzech nalotów na miejsca koncentracji, natomiast artyleria zaatakowała kolejne miejsca koncentracji, dwa magazyny paliwa i smarów, dwa środki obrony przeciwlotniczej i oddział artylerii.
Prorosyjski gubernator Krymu Siergiej Aksionow obwinił ukraińskie drony o atak na magazyn paliwa w Sewastopolu, który miał miejsce ok. 4:00 czasu lokalnego. Według gubernatora dwa drony zostały zestrzelone przez obronę przeciwlotniczą i systemy walki radioelektronicznej. Rzecznik ukraińskiego wywiadu Andrij Jusow powiedział ukraińskim mediom, że zniszczono „10 zbiorników produktów naftowych” z 40 tys. ton paliwa, które zaopatrywały Flotę Czarnomorską. Jusow stwierdził, że to „kara boska” za zabitych poprzedniego dnia w rosyjskich atakach na Humań. Dzień później SG Ukrainy poinformował, że atak na bazę paliw wywołał panikę na Krymie, gdzie „zaczęły krążyć paniczne pogłoski o tym, że rosyjska obrona przeciwlotnicza nie jest w stanie zagwarantować bezpieczeństwa własnym obiektom strategicznym”. Potwierdziła to rzecznik armii ukraińskiej Natalia Humeniuk, stwierdzając, że ludzie i rodziny żołnierzy rosyjskich wyjeżdżali „wszystkimi możliwymi szlakami”. Dodała także „niszczenie logistyki rosyjskiej armii to część przygotowań do ukraińskiej kontrofensywy”.
Szef Grupy Wagnera Jewgienij Prigożyn uskarżał się na pięciokrotnie większe niż zwykle straty wśród jego najemników z powodu braku amunicji artyleryjskiej oraz zapowiedział wycofanie jego wojsk z obleganego Bachmutu, jeśli rosyjska armia nie dostarczy mu amunicji. Odnośnie do bitwy o Bachmut rzecznik sił ukraińskich stwierdził, że zaopatrzenie dla ich żołnierzy jest bezpieczne, ponieważ inżynierowie wyznaczyli nowe drogi do miasta. Rzecznik Wschodniego Zgrupowania pułkownik Serhij Czerewaty poinformował, że Rosjanie w dalszym ciągu byli daleko od opanowania „drogi życia” z miejscowości Czasiw Jar do Bachmutu. Stwierdził również, że w mieście trwają ciężkie walki, jednak „nie ma żadnej paniki czy braku kontroli ze strony wojsk ukraińskich” oraz dodał, że rosyjskie dowództwo rzucało do walki wojska powietrznodesantowe, ponieważ zaczęło brakować najemników z Grupy Wagnera.
Prezydent Wołodymyr Zełenski w wywiadzie dla SVT stwierdził, że: „Kontrofensywa nadejdzie i mam nadzieję, że odzyskamy nasze terytoria, okupowane przez Rosję. Wiele jednak zależy od dostaw różnych rodzajów broni. Szczerze mówiąc zwracamy też uwagę na warunki pogodowe”. Na pytanie, czy Ukraina posiada wystarczającą ilość broni, aby przeprowadzić kontrnatarcie, Zełenski odpowiedział: „Jesteśmy na dobrej drodze”. W opinii ISW siły rosyjskie przeprowadziły ograniczone ataki na linię Swatowe–Kreminna.
Rosjanie osiągnęli także ograniczone zdobycze w Bachmucie i kontynuowali ataki wzdłuż linii Awdijiwka–Donieck. Rosyjskie Ministerstwo Obrony podało, że siły rosyjskie przeprowadziły z morza atak rakietowy na stanowisko dowodzenia sił ukraińskich w Chersoniu, jednak ukraińscy urzędnicy nie potwierdzili tych doniesień. Ponadto rosyjskie władze i urzędnicy strefy przygranicznej rozszerzyli środki bezpieczeństwa i wysiłki filtracyjne w oczekiwaniu na wzmożoną aktywność ukraińskiej partyzantki wspierającej potencjalną ukraińską kontrofensywę.

### 30 kwietnia

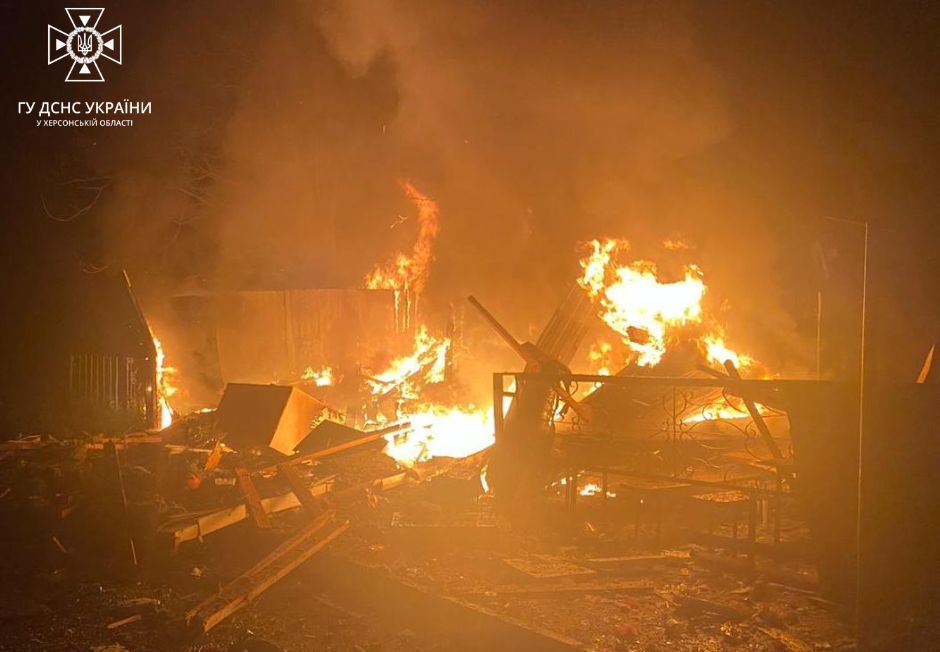
Kawiarnia w Chersoniu po nocnym rosyjskim ostrzale.

Sztab Ukrainy podał, że wojska rosyjskie skupiały się na atakach w kierunkach Bachmutu, Awdijiwki i Marjinki (najcięższe walki trwały w Bachmucie i Marjince), gdzie Ukraińcy odparli ponad 36 ataków. W kierunku bachmuckim nadal trwały walki o Bachmut oraz przeprowadzono nieudane ataki w kierunku Bohdaniwki, Iwaniwskiego i Ołeksandro-Szultyne. W kierunkach awdijiwskim i marjińskim Rosjanie prowadzili bezskuteczne ataki w rejonie Awdijiwki, Pierwomajskiego i Marjinki. W ciągu 24h FR przeprowadziła pięć ataków rakietowych na Kramatorsk, Konstantynówkę i Pawłohrad oraz 27 nalotów i 45 ostrzałów na pozycje ukraińskie i tereny zaludnione (odnotowano zabitych i rannych wśród cywilów). Ukraińskie lotnictwo dokonało czterech nalotów na miejsca koncentracji, z kolei artyleria uderzyła w kolejne pięć miejsc koncentracji, magazyn amunicji, dwa skupiska artylerii i centrum logistyczne. Ponadto Rosjanie nadal próbowali uzupełnić straty, rekrutując ok. 400 więźniów, którzy przybyli do obozu polowego w rejonie berdiańskim. Podobnego uzupełnienia oczekiwano w obwodzie ługańskim, gdzie miało być przeszkolonych nawet 200 skazańców; żołnierze kompanii, którzy mieli odpowiadać za ochronę kontyngentu, otrzymali rozkaz otwarcia ognia, jeśli dojdzie do prób ucieczki lub nieposłuszeństwa. Rzecznik Gwardii Narodowej Ukrainy Rusłan Muzyczuk powiedział, że podczas walk na odcinku bachmuckim i marjińskim, odległość między siłami ukraińskimi i rosyjskimi wynosi niekiedy niecałe 50–100 m.
O 23:20 Rosja przeprowadziła atak rakietowy na Ukrainę. Rosyjskie pociski uderzyły m.in. w Pawłohrad (węzeł logistyczny i kolejowy), raniąc 34 osoby, w tym dzieci, oraz niszcząc 19 wieżowców, 25 domów prywatnych, sześć szkół i przedszkoli oraz pięć sklepów. Rosyjski urzędnik Władimir Rogow stwierdził, że ataki były wymierzone w infrastrukturę kolejową i składy paliwa w mieście. Kijów również został zaatakowany, jednak nie odnotowano żadnych uszkodzeń i strat. Ukraina stwierdziła, że zestrzeliła 15 z 18 wystrzelonych pocisków. Ponadto rosyjski ostrzał Chersonia zabił jedną osobę. Wcześniej Rosjanie ostrzelali Kramatorsk i Konstantynówkę za pomocą rakiet; w Konstantynówce zostało uszkodzonych 10 domów, obiekt infrastruktury i wodociąg. Ostrzelano także Biłozerkę i Odradokamjankę, gdzie zginęła 58-letnia kobieta, a 29-letni mężczyzna został ciężko ranny.
Gubernator obwodu briańskiego Aleksandr Bogomaz stwierdził, że siły ukraińskie ostrzelały wieś Suziemka (ok. 10 km od granicy rosyjsko-ukraińskiej), zabijając czterech cywilów.
Brytyjskie Ministerstwo Obrony podało, że od lata 2022 roku Rosja stworzyła jedne z najbardziej rozbudowanych systemów obronnych, które znajdowały zarówno w pobliżu linii frontu, jak również głęboko wewnątrz obszarów kontrolowanych przez siły rosyjskie. Rosjanie ufortyfikowali północną granicę Krymu, w tym za pomocą wielowarstwowej strefy obronnej w pobliżu Medwediwki, oraz wykopanli setki kilometrów okopów w regionie Biełgorodu i Kurska. Zdaniem Ministerstwa „umocnienia obronne podkreślały głębokie obawy rosyjskich przywódców, że Ukraina może dokonać poważnego przełomu”. Według ISW „przeprowadzane przez Putina częste zmiany rosyjskich generałów w wojnie przeciwko Ukrainie doprowadziły do frakcyjności w dowództwie i zdezorganizowały struktury kierowania armią, negatywnie wpływając na jej efektywność”. Tymczasem ukraiński SG poinformował, że siły rosyjskie nie przeprowadziły ataków wzdłuż linii Kupiańsk–Swatowe–Kreminna. Rzecznik Gwardii Narodowej Ukrainy Rułan Muzyczuk stwierdził, że Rosjanie używali więcej artylerii i przeprowadzali mniej szturmów w kierunkach Kupiańska i Łymanu niż w Bachmucie i Marjince. Siły rosyjskie przeprowadziły ataki w Bachmucie i wokół niego oraz wzdłuż linii Awdijiwka–Donieck. Rzecznik Wschodniego Zgrupowania pułkownik Serhij Czerewaty poinformował, że Ukraińcy nadal mieli dostęp do szlaków logistycznych prowadzących do Bachmutu. Z kolei generał Kyryło Budanow poinformował, że Rosja dążyła do przejęcia kontroli nad licznymi rosyjskimi grupami paramilitarnymi i próbowała stworzyć nową strukturę, która podporządkowałaby prywatne firmy wojskowe rosyjskiemu Sztabowi Generalnemu.